# Liste des planètes mineures non numérotées découvertes entre le 16 et le 31 mai 2015
Pour un article plus général, voir Liste des planètes mineures non numérotées découvertes en 2015.
Pour un article plus général, voir Liste des planètes mineures.
Cet article dresse la liste des planètes mineures (astéroïdes, centaures, objets transneptuniens et assimilés) non numérotées découvertes en mai 2015 dans l'ordre de leur découverte.
Au 15 janvier 2025, 661 077 des 1 434 993 planètes mineures répertoriées par le Centre des planètes mineures ne sont pas encore numérotées, soit 46,07 %.

## Rappel concernant la désignation provisoire
La désignation provisoire indique l'ordre de découverte de ces objets. En effet, cette désignation est composée de l'année de découverte (par exemple 2015) suivie de la quinzaine (demi-mois) de découverte (p.e. A = 1-15 janvier) puis de l'ordre de découverte dans cette quinzaine. Cet ordre est indiqué par une lettre et éventuellement un chiffre comme suit : A pour la première découverte, B pour la deuxième, ..., Z pour la 25e (le I n'est pas utilisé pour éviter la confusion avec 1), A1 pour la 26e, B1 pour la 27e, etc. , Z1 pour la 50e, A2 pour la 51e, B2 pour la 52e, etc. L'ordre de la numérotation ne suit donc pas l'ordre alphanumérique. 2015 AA1 suit ainsi 2015 AZ et précède 2015 AB1.

## Liste du 16 au 31 mai 2015
- 2015 KA
- 2015 KE
- 2015 KF
- 2015 KG
- 2015 KH
- 2015 KJ
- 2015 KK
- 2015 KM
- 2015 KN
- 2015 KO
- 2015 KP
- 2015 KQ
- 2015 KR
- 2015 KZ
- 2015 KF1
- 2015 KG1
- 2015 KR1
- 2015 KV1
- 2015 KG2
- 2015 KO2
- 2015 KY2
- 2015 KL3
- 2015 KS3
- 2015 KY3
- 2015 KC4
- 2015 KD4
- 2015 KS4
- 2015 KZ4
- 2015 KB5
- 2015 KC5
- 2015 KE6
- 2015 KJ6
- 2015 KM6
- 2015 KT6
- 2015 KD7
- 2015 KJ7
- 2015 KU7
- 2015 KW7
- 2015 KB8
- 2015 KF8
- 2015 KN8
- 2015 KO8
- 2015 KW8
- 2015 KX8
- 2015 KZ8
- 2015 KA9
- 2015 KD9
- 2015 KF9
- 2015 KR9
- 2015 KS9
- 2015 KY9
- 2015 KC10
- 2015 KH10
- 2015 KM10
- 2015 KN10
- 2015 KS10
- 2015 KV10
- 2015 KY10
- 2015 KD11
- 2015 KJ11
- 2015 KO11
- 2015 KV11
- 2015 KW11
- 2015 KX11
- 2015 KA12
- 2015 KB12
- 2015 KC12
- 2015 KE12
- 2015 KJ12
- 2015 KL12
- 2015 KM12
- 2015 KS12
- 2015 KV12
- 2015 KA13
- 2015 KC13
- 2015 KE13
- 2015 KG13
- 2015 KH13
- 2015 KM13
- 2015 KW13
- 2015 KX13
- 2015 KY13
- 2015 KB14
- 2015 KC14
- 2015 KF14
- 2015 KG14
- 2015 KH14
- 2015 KO14
- 2015 KV14
- 2015 KX14
- 2015 KY14
- 2015 KZ14
- 2015 KG15
- 2015 KS15
- 2015 KT15
- 2015 KU15
- 2015 KW15
- 2015 KB16
- 2015 KD16
- 2015 KG16
- 2015 KK16
- 2015 KP16
- 2015 KR16
- 2015 KV16
- 2015 KC17
- 2015 KD17
- 2015 KF17
- 2015 KG17
- 2015 KH17
- 2015 KK17
- 2015 KL17
- 2015 KO17
- 2015 KT17
- 2015 KU17
- 2015 KV17
- 2015 KZ17
- 2015 KG18
- 2015 KM18
- 2015 KN18
- 2015 KO18
- 2015 KP18
- 2015 KQ18
- 2015 KS18
- 2015 KT18
- 2015 KU18
- 2015 KV18
- 2015 KW18
- 2015 KB19
- 2015 KC19
- 2015 KD19
- 2015 KE19
- 2015 KF19
- 2015 KG19
- 2015 KH19
- 2015 KJ19
- 2015 KW19
- 2015 KX19
- 2015 KY19
- 2015 KA20
- 2015 KF20
- 2015 KJ20
- 2015 KT20
- 2015 KF21
- 2015 KH21
- 2015 KO21
- 2015 KT21
- 2015 KV21
- 2015 KX21
- 2015 KC22
- 2015 KN22
- 2015 KQ22
- 2015 KR22
- 2015 KY22
- 2015 KB23
- 2015 KC23
- 2015 KD23
- 2015 KE23
- 2015 KK23
- 2015 KN23
- 2015 KS23
- 2015 KW23
- 2015 KA24
- 2015 KF24
- 2015 KH24
- 2015 KJ24
- 2015 KO24
- 2015 KT24
- 2015 KZ24
- 2015 KA25
- 2015 KD25
- 2015 KG25
- 2015 KJ25
- 2015 KK25
- 2015 KM25
- 2015 KN25
- 2015 KO25
- 2015 KP25
- 2015 KQ25
- 2015 KS25
- 2015 KV25
- 2015 KX25
- 2015 KY25
- 2015 KB26
- 2015 KC26
- 2015 KD26
- 2015 KE26
- 2015 KK26
- 2015 KQ26
- 2015 KX26
- 2015 KA27
- 2015 KE27
- 2015 KJ27
- 2015 KN27
- 2015 KY27
- 2015 KO28
- 2015 KP28
- 2015 KQ28
- 2015 KT28
- 2015 KU28
- 2015 KW28
- 2015 KN29
- 2015 KT29
- 2015 KV29
- 2015 KW29
- 2015 KX29
- 2015 KY29
- 2015 KJ30
- 2015 KO30
- 2015 KQ30
- 2015 KS30
- 2015 KT30
- 2015 KW30
- 2015 KX30
- 2015 KE31
- 2015 KG31
- 2015 KK31
- 2015 KR31
- 2015 KV31
- 2015 KX31
- 2015 KY31
- 2015 KB32
- 2015 KF32
- 2015 KK32
- 2015 KM32
- 2015 KO32
- 2015 KP32
- 2015 KQ32
- 2015 KS32
- 2015 KV32
- 2015 KA33
- 2015 KJ33
- 2015 KM33
- 2015 KO33
- 2015 KQ33
- 2015 KU33
- 2015 KW33
- 2015 KK34
- 2015 KN34
- 2015 KQ34
- 2015 KR34
- 2015 KZ34
- 2015 KC35
- 2015 KE35
- 2015 KH35
- 2015 KK35
- 2015 KM35
- 2015 KP35
- 2015 KV35
- 2015 KX35
- 2015 KK36
- 2015 KM36
- 2015 KA37
- 2015 KB37
- 2015 KK37
- 2015 KP37
- 2015 KU37
- 2015 KE38
- 2015 KG38
- 2015 KH38
- 2015 KK38
- 2015 KL38
- 2015 KT38
- 2015 KW38
- 2015 KC39
- 2015 KD39
- 2015 KE39
- 2015 KH39
- 2015 KL39
- 2015 KQ39
- 2015 KR39
- 2015 KT39
- 2015 KU39
- 2015 KF40
- 2015 KL40
- 2015 KQ40
- 2015 KS40
- 2015 KZ40
- 2015 KJ41
- 2015 KN41
- 2015 KO41
- 2015 KP41
- 2015 KR41
- 2015 KS41
- 2015 KV41
- 2015 KY41
- 2015 KM42
- 2015 KP42
- 2015 KT42
- 2015 KW42
- 2015 KB43
- 2015 KG43
- 2015 KH43
- 2015 KM43
- 2015 KQ43
- 2015 KU43
- 2015 KV43
- 2015 KX43
- 2015 KZ43
- 2015 KB44
- 2015 KL44
- 2015 KN44
- 2015 KS44
- 2015 KX44
- 2015 KG45
- 2015 KJ45
- 2015 KN45
- 2015 KO45
- 2015 KV45
- 2015 KF46
- 2015 KL46
- 2015 KM46
- 2015 KR46
- 2015 KV46
- 2015 KW46
- 2015 KX46
- 2015 KY46
- 2015 KA47
- 2015 KG47
- 2015 KM47
- 2015 KN47
- 2015 KQ47
- 2015 KN48
- 2015 KP48
- 2015 KR48
- 2015 KV48
- 2015 KY48
- 2015 KZ48
- 2015 KH49
- 2015 KN49
- 2015 KQ49
- 2015 KV49
- 2015 KZ49
- 2015 KA50
- 2015 KC50
- 2015 KE50
- 2015 KJ50
- 2015 KR50
- 2015 KT50
- 2015 KA51
- 2015 KJ51
- 2015 KO51
- 2015 KB52
- 2015 KF52
- 2015 KO52
- 2015 KP52
- 2015 KW52
- 2015 KX52
- 2015 KZ52
- 2015 KE53
- 2015 KG53
- 2015 KL53
- 2015 KQ53
- 2015 KS53
- 2015 KU53
- 2015 KB54
- 2015 KE54
- 2015 KG54
- 2015 KO54
- 2015 KT54
- 2015 KW54
- 2015 KX54
- 2015 KB55
- 2015 KE55
- 2015 KJ55
- 2015 KO55
- 2015 KT55
- 2015 KU55
- 2015 KX55
- 2015 KA56
- 2015 KF56
- 2015 KH56
- 2015 KT56
- 2015 KV56
- 2015 KW56
- 2015 KX56
- 2015 KY56
- 2015 KZ56
- 2015 KA57
- 2015 KB57
- 2015 KC57
- 2015 KD57
- 2015 KE57
- 2015 KG57
- 2015 KK57
- 2015 KL57
- 2015 KM57
- 2015 KN57
- 2015 KO57
- 2015 KP57
- 2015 KQ57
- 2015 KR57
- 2015 KS57
- 2015 KT57
- 2015 KU57
- 2015 KV57
- 2015 KZ57
- 2015 KA58
- 2015 KE58
- 2015 KJ58
- 2015 KM58
- 2015 KO58
- 2015 KE59
- 2015 KH59
- 2015 KU59
- 2015 KZ59
- 2015 KC60
- 2015 KK60
- 2015 KN60
- 2015 KQ60
- 2015 KR60
- 2015 KT60
- 2015 KY60
- 2015 KA61
- 2015 KH61
- 2015 KN61
- 2015 KS61
- 2015 KT61
- 2015 KV61
- 2015 KW61
- 2015 KZ61
- 2015 KB62
- 2015 KE62
- 2015 KG62
- 2015 KJ62
- 2015 KO62
- 2015 KR62
- 2015 KX62
- 2015 KB63
- 2015 KJ63
- 2015 KQ63
- 2015 KS63
- 2015 KT63
- 2015 KW63
- 2015 KX63
- 2015 KY63
- 2015 KK64
- 2015 KL64
- 2015 KP64
- 2015 KV64
- 2015 KZ64
- 2015 KA65
- 2015 KC65
- 2015 KD65
- 2015 KL65
- 2015 KN65
- 2015 KW65
- 2015 KZ65
- 2015 KA66
- 2015 KB66
- 2015 KG66
- 2015 KH66
- 2015 KK66
- 2015 KL66
- 2015 KM66
- 2015 KS66
- 2015 KT66
- 2015 KW66
- 2015 KY66
- 2015 KZ66
- 2015 KB67
- 2015 KG67
- 2015 KK67
- 2015 KR67
- 2015 KT67
- 2015 KF68
- 2015 KG68
- 2015 KK68
- 2015 KL68
- 2015 KN68
- 2015 KO68
- 2015 KG69
- 2015 KO69
- 2015 KR69
- 2015 KZ69
- 2015 KD70
- 2015 KK70
- 2015 KO70
- 2015 KP70
- 2015 KT70
- 2015 KU70
- 2015 KZ70
- 2015 KE71
- 2015 KK71
- 2015 KN71
- 2015 KQ71
- 2015 KR71
- 2015 KV71
- 2015 KY71
- 2015 KA72
- 2015 KC72
- 2015 KO72
- 2015 KP72
- 2015 KR72
- 2015 KX72
- 2015 KA73
- 2015 KF73
- 2015 KL73
- 2015 KN73
- 2015 KS73
- 2015 KY73
- 2015 KZ73
- 2015 KE74
- 2015 KG74
- 2015 KK74
- 2015 KR74
- 2015 KV74
- 2015 KY74
- 2015 KB75
- 2015 KD75
- 2015 KH75
- 2015 KM75
- 2015 KO75
- 2015 KP75
- 2015 KS75
- 2015 KT75
- 2015 KX75
- 2015 KB76
- 2015 KD76
- 2015 KE76
- 2015 KO76
- 2015 KQ76
- 2015 KU76
- 2015 KV76
- 2015 KW76
- 2015 KX76
- 2015 KA77
- 2015 KD77
- 2015 KL77
- 2015 KM77
- 2015 KP77
- 2015 KR77
- 2015 KS77
- 2015 KT77
- 2015 KW77
- 2015 KY77
- 2015 KA78
- 2015 KB78
- 2015 KD78
- 2015 KF78
- 2015 KG78
- 2015 KJ78
- 2015 KN78
- 2015 KU78
- 2015 KW78
- 2015 KA79
- 2015 KC79
- 2015 KD79
- 2015 KK79
- 2015 KM79
- 2015 KP79
- 2015 KQ79
- 2015 KR79
- 2015 KS79
- 2015 KT79
- 2015 KU79
- 2015 KV79
- 2015 KZ79
- 2015 KD80
- 2015 KE80
- 2015 KG80
- 2015 KJ80
- 2015 KP80
- 2015 KQ80
- 2015 KS80
- 2015 KV80
- 2015 KC81
- 2015 KD81
- 2015 KF81
- 2015 KG81
- 2015 KJ81
- 2015 KM81
- 2015 KP81
- 2015 KU81
- 2015 KV81
- 2015 KW81
- 2015 KX81
- 2015 KZ81
- 2015 KC82
- 2015 KF82
- 2015 KL82
- 2015 KN82
- 2015 KR82
- 2015 KS82
- 2015 KU82
- 2015 KW82
- 2015 KY82
- 2015 KA83
- 2015 KC83
- 2015 KJ83
- 2015 KL83
- 2015 KN83
- 2015 KQ83
- 2015 KU83
- 2015 KW83
- 2015 KX83
- 2015 KA84
- 2015 KR84
- 2015 KT84
- 2015 KU84
- 2015 KX84
- 2015 KK85
- 2015 KL85
- 2015 KM85
- 2015 KN85
- 2015 KR85
- 2015 KY85
- 2015 KZ85
- 2015 KK86
- 2015 KR86
- 2015 KT86
- 2015 KY86
- 2015 KB87
- 2015 KC87
- 2015 KE87
- 2015 KF87
- 2015 KJ87
- 2015 KL87
- 2015 KP87
- 2015 KU87
- 2015 KC88
- 2015 KE88
- 2015 KL88
- 2015 KO88
- 2015 KP88
- 2015 KQ88
- 2015 KB89
- 2015 KC89
- 2015 KD89
- 2015 KE89
- 2015 KF89
- 2015 KK89
- 2015 KL89
- 2015 KN89
- 2015 KP89
- 2015 KV89
- 2015 KD90
- 2015 KE90
- 2015 KH90
- 2015 KN90
- 2015 KS90
- 2015 KU90
- 2015 KX90
- 2015 KZ90
- 2015 KA91
- 2015 KD91
- 2015 KE91
- 2015 KF91
- 2015 KH91
- 2015 KK91
- 2015 KL91
- 2015 KR91
- 2015 KT91
- 2015 KU91
- 2015 KV91
- 2015 KX91
- 2015 KL92
- 2015 KN92
- 2015 KO92
- 2015 KR92
- 2015 KV92
- 2015 KF93
- 2015 KH93
- 2015 KJ93
- 2015 KL93
- 2015 KN93
- 2015 KP93
- 2015 KR93
- 2015 KS93
- 2015 KU93
- 2015 KX93
- 2015 KZ93
- 2015 KB94
- 2015 KE94
- 2015 KF94
- 2015 KK94
- 2015 KM94
- 2015 KN94
- 2015 KW94
- 2015 KZ94
- 2015 KC95
- 2015 KD95
- 2015 KG95
- 2015 KH95
- 2015 KL95
- 2015 KM95
- 2015 KO95
- 2015 KP95
- 2015 KU95
- 2015 KV95
- 2015 KW95
- 2015 KB96
- 2015 KC96
- 2015 KE96
- 2015 KF96
- 2015 KG96
- 2015 KH96
- 2015 KM96
- 2015 KO96
- 2015 KW96
- 2015 KY96
- 2015 KZ96
- 2015 KB97
- 2015 KE97
- 2015 KH97
- 2015 KK97
- 2015 KP97
- 2015 KS97
- 2015 KV97
- 2015 KX97
- 2015 KY97
- 2015 KB98
- 2015 KC98
- 2015 KD98
- 2015 KY98
- 2015 KB99
- 2015 KE99
- 2015 KG99
- 2015 KH99
- 2015 KJ99
- 2015 KO99
- 2015 KP99
- 2015 KR99
- 2015 KT99
- 2015 KU99
- 2015 KX99
- 2015 KZ99
- 2015 KB100
- 2015 KC100
- 2015 KD100
- 2015 KG100
- 2015 KK100
- 2015 KR100
- 2015 KS100
- 2015 KT100
- 2015 KU100
- 2015 KV100
- 2015 KX100
- 2015 KY100
- 2015 KB101
- 2015 KR101
- 2015 KS101
- 2015 KT101
- 2015 KX101
- 2015 KD102
- 2015 KG102
- 2015 KJ102
- 2015 KL102
- 2015 KM102
- 2015 KN102
- 2015 KP102
- 2015 KT102
- 2015 KU102
- 2015 KV102
- 2015 KX102
- 2015 KZ102
- 2015 KE103
- 2015 KG103
- 2015 KN103
- 2015 KP103
- 2015 KQ103
- 2015 KT103
- 2015 KU103
- 2015 KX103
- 2015 KB104
- 2015 KE104
- 2015 KK104
- 2015 KP104
- 2015 KT104
- 2015 KV104
- 2015 KG105
- 2015 KH105
- 2015 KJ105
- 2015 KL105
- 2015 KM105
- 2015 KR105
- 2015 KU105
- 2015 KC106
- 2015 KF106
- 2015 KN106
- 2015 KQ106
- 2015 KR106
- 2015 KU106
- 2015 KV106
- 2015 KX106
- 2015 KZ106
- 2015 KA107
- 2015 KF107
- 2015 KH107
- 2015 KJ107
- 2015 KK107
- 2015 KN107
- 2015 KQ107
- 2015 KR107
- 2015 KS107
- 2015 KV107
- 2015 KC108
- 2015 KD108
- 2015 KE108
- 2015 KG108
- 2015 KJ108
- 2015 KO108
- 2015 KR108
- 2015 KV108
- 2015 KZ108
- 2015 KA109
- 2015 KD109
- 2015 KE109
- 2015 KG109
- 2015 KL109
- 2015 KM109
- 2015 KN109
- 2015 KO109
- 2015 KS109
- 2015 KX109
- 2015 KA110
- 2015 KD110
- 2015 KF110
- 2015 KH110
- 2015 KL110
- 2015 KN110
- 2015 KR110
- 2015 KW110
- 2015 KB111
- 2015 KE111
- 2015 KG111
- 2015 KK111
- 2015 KO111
- 2015 KR111
- 2015 KY111
- 2015 KZ111
- 2015 KB112
- 2015 KC112
- 2015 KU112
- 2015 KX112
- 2015 KZ112
- 2015 KL113
- 2015 KQ113
- 2015 KS113
- 2015 KV113
- 2015 KW113
- 2015 KG114
- 2015 KJ114
- 2015 KL114
- 2015 KP114
- 2015 KQ114
- 2015 KU114
- 2015 KA115
- 2015 KC115
- 2015 KG115
- 2015 KH115
- 2015 KJ115
- 2015 KK115
- 2015 KM115
- 2015 KO115
- 2015 KQ115
- 2015 KS115
- 2015 KU115
- 2015 KV115
- 2015 KW115
- 2015 KB116
- 2015 KC116
- 2015 KE116
- 2015 KK116
- 2015 KN116
- 2015 KO116
- 2015 KP116
- 2015 KZ116
- 2015 KC117
- 2015 KF117
- 2015 KG117
- 2015 KO117
- 2015 KP117
- 2015 KU117
- 2015 KV117
- 2015 KX117
- 2015 KY117
- 2015 KA118
- 2015 KH118
- 2015 KO118
- 2015 KQ118
- 2015 KR118
- 2015 KB119
- 2015 KF119
- 2015 KK119
- 2015 KQ119
- 2015 KC120
- 2015 KD120
- 2015 KG120
- 2015 KJ120
- 2015 KK120
- 2015 KL120
- 2015 KM120
- 2015 KO120
- 2015 KP120
- 2015 KQ120
- 2015 KR120
- 2015 KS120
- 2015 KT120
- 2015 KU120
- 2015 KV120
- 2015 KW120
- 2015 KY120
- 2015 KA121
- 2015 KB121
- 2015 KC121
- 2015 KE121
- 2015 KH121
- 2015 KJ121
- 2015 KM121
- 2015 KN121
- 2015 KP121
- 2015 KQ121
- 2015 KR121
- 2015 KS121
- 2015 KT121
- 2015 KU121
- 2015 KV121
- 2015 KW121
- 2015 KX121
- 2015 KZ121
- 2015 KA122
- 2015 KB122
- 2015 KE122
- 2015 KF122
- 2015 KG122
- 2015 KH122
- 2015 KJ122
- 2015 KK122
- 2015 KL122
- 2015 KM122
- 2015 KN122
- 2015 KO122
- 2015 KP122
- 2015 KN123
- 2015 KW123
- 2015 KZ123
- 2015 KA124
- 2015 KE124
- 2015 KJ124
- 2015 KK124
- 2015 KQ124
- 2015 KZ124
- 2015 KA125
- 2015 KB125
- 2015 KM125
- 2015 KN125
- 2015 KY125
- 2015 KZ125
- 2015 KC126
- 2015 KE126
- 2015 KZ126
- 2015 KH127
- 2015 KO127
- 2015 KR127
- 2015 KU127
- 2015 KV127
- 2015 KX127
- 2015 KB128
- 2015 KG128
- 2015 KJ128
- 2015 KP128
- 2015 KR128
- 2015 KV128
- 2015 KW128
- 2015 KY128
- 2015 KB129
- 2015 KD129
- 2015 KG129
- 2015 KH129
- 2015 KY129
- 2015 KA130
- 2015 KB130
- 2015 KL130
- 2015 KP130
- 2015 KT130
- 2015 KX130
- 2015 KA131
- 2015 KC131
- 2015 KG131
- 2015 KL131
- 2015 KM131
- 2015 KO131
- 2015 KS131
- 2015 KG132
- 2015 KL132
- 2015 KU132
- 2015 KZ132
- 2015 KA133
- 2015 KE133
- 2015 KF133
- 2015 KG133
- 2015 KK133
- 2015 KL133
- 2015 KO133
- 2015 KD134
- 2015 KG134
- 2015 KJ134
- 2015 KK134
- 2015 KO134
- 2015 KU134
- 2015 KJ135
- 2015 KL135
- 2015 KU135
- 2015 KV135
- 2015 KW135
- 2015 KD136
- 2015 KH136
- 2015 KK136
- 2015 KP136
- 2015 KS136
- 2015 KU136
- 2015 KV136
- 2015 KY136
- 2015 KA137
- 2015 KK137
- 2015 KM137
- 2015 KS137
- 2015 KY137
- 2015 KA138
- 2015 KJ138
- 2015 KU138
- 2015 KW138
- 2015 KA139
- 2015 KD139
- 2015 KG139
- 2015 KO139
- 2015 KS139
- 2015 KX139
- 2015 KA140
- 2015 KC140
- 2015 KG140
- 2015 KK140
- 2015 KL140
- 2015 KS140
- 2015 KV140
- 2015 KW140
- 2015 KB141
- 2015 KE141
- 2015 KK141
- 2015 KT141
- 2015 KV141
- 2015 KZ141
- 2015 KB142
- 2015 KE142
- 2015 KG142
- 2015 KH142
- 2015 KH143
- 2015 KJ143
- 2015 KO143
- 2015 KQ143
- 2015 KT143
- 2015 KX143
- 2015 KH144
- 2015 KJ144
- 2015 KM144
- 2015 KT144
- 2015 KA145
- 2015 KB145
- 2015 KE145
- 2015 KL145
- 2015 KM145
- 2015 KQ145
- 2015 KU145
- 2015 KW145
- 2015 KA146
- 2015 KB146
- 2015 KM146
- 2015 KN146
- 2015 KO146
- 2015 KP146
- 2015 KR146
- 2015 KT146
- 2015 KH147
- 2015 KJ147
- 2015 KR147
- 2015 KS147
- 2015 KV147
- 2015 KZ147
- 2015 KG148
- 2015 KJ148
- 2015 KK148
- 2015 KL148
- 2015 KQ148
- 2015 KU148
- 2015 KG149
- 2015 KM149
- 2015 KN149
- 2015 KO149
- 2015 KB150
- 2015 KG150
- 2015 KJ150
- 2015 KO150
- 2015 KU150
- 2015 KX150
- 2015 KY150
- 2015 KC151
- 2015 KE151
- 2015 KM151
- 2015 KS151
- 2015 KW151
- 2015 KZ151
- 2015 KG152
- 2015 KM152
- 2015 KQ152
- 2015 KW152
- 2015 KA153
- 2015 KJ153
- 2015 KS153
- 2015 KX153
- 2015 KG154
- 2015 KJ154
- 2015 KK154
- 2015 KL154
- 2015 KN154
- 2015 KO154
- 2015 KP154
- 2015 KR154
- 2015 KS154
- 2015 KT154
- 2015 KU154
- 2015 KV154
- 2015 KW154
- 2015 KY154
- 2015 KZ154
- 2015 KA155
- 2015 KC155
- 2015 KD155
- 2015 KG155
- 2015 KH155
- 2015 KJ155
- 2015 KL155
- 2015 KM155
- 2015 KS155
- 2015 KU155
- 2015 KX155
- 2015 KZ155
- 2015 KB156
- 2015 KC156
- 2015 KH156
- 2015 KK156
- 2015 KL156
- 2015 KM156
- 2015 KN156
- 2015 KP156
- 2015 KS156
- 2015 KT156
- 2015 KU156
- 2015 KW156
- 2015 KX156
- 2015 KZ156
- 2015 KF157
- 2015 KG157
- 2015 KH157
- 2015 KK157
- 2015 KL157
- 2015 KM157
- 2015 KN157
- 2015 KP157
- 2015 KQ157
- 2015 KR157
- 2015 KS157
- 2015 KT157
- 2015 KU157
- 2015 KV157
- 2015 KW157
- 2015 KX157
- 2015 KY157
- 2015 KZ157
- 2015 KA158
- 2015 KB158
- 2015 KC158
- 2015 KD158
- 2015 KE158
- 2015 KF158
- 2015 KG158
- 2015 KH158
- 2015 KJ158
- 2015 KK158
- 2015 KL158
- 2015 KM158
- 2015 KN158
- 2015 KP158
- 2015 KQ158
- 2015 KU158
- 2015 KW158
- 2015 KX158
- 2015 KA159
- 2015 KD159
- 2015 KJ159
- 2015 KO159
- 2015 KY159
- 2015 KH160
- 2015 KJ160
- 2015 KU160
- 2015 KA161
- 2015 KH161
- 2015 KP161
- 2015 KQ161
- 2015 KS161
- 2015 KC163
- 2015 KD163
- 2015 KG163
- 2015 KH163
- 2015 KO163
- 2015 KS163
- 2015 KU163
- 2015 KW163
- 2015 KX163
- 2015 KY163
- 2015 KZ163
- 2015 KB164
- 2015 KC164
- 2015 KD164
- 2015 KE164
- 2015 KG164
- 2015 KH164
- 2015 KJ164
- 2015 KL164
- 2015 KM164
- 2015 KN164
- 2015 KO164
- 2015 KS164
- 2015 KT164
- 2015 KV164
- 2015 KY164
- 2015 KZ164
- 2015 KA165
- 2015 KB165
- 2015 KK165
- 2015 KG166
- 2015 KH166
- 2015 KJ166
- 2015 KK166
- 2015 KN166
- 2015 KO166
- 2015 KP166
- 2015 KQ166
- 2015 KR166
- 2015 KS166
- 2015 KL167
- 2015 KM167
- 2015 KQ167
- 2015 KV167
- 2015 KZ168
- 2015 KB169
- 2015 KH169
- 2015 KN169
- 2015 KS169
- 2015 KZ169
- 2015 KD170
- 2015 KF170
- 2015 KU170
- 2015 KX170
- 2015 KH171
- 2015 KX171
- 2015 KY171
- 2015 KE172
- 2015 KF172
- 2015 KG172
- 2015 KH172
- 2015 KJ172
- 2015 KC173
- 2015 KD173
- 2015 KE173
- 2015 KF173
- 2015 KG173
- 2015 KH173
- 2015 KJ173
- 2015 KK173
- 2015 KL173
- 2015 KM173
- 2015 KN173
- 2015 KO173
- 2015 KP173
- 2015 KQ173
- 2015 KR173
- 2015 KS173
- 2015 KT173
- 2015 KU173
- 2015 KV173
- 2015 KW173
- 2015 KX173
- 2015 KY173
- 2015 KZ173
- 2015 KA174
- 2015 KB174
- 2015 KC174
- 2015 KD174
- 2015 KE174
- 2015 KF174
- 2015 KG174
- 2015 KH174
- 2015 KJ174
- 2015 KK174
- 2015 KL174
- 2015 KM174
- 2015 KN174
- 2015 KO174
- 2015 KP174
- 2015 KQ174
- 2015 KR174
- 2015 KS174
- 2015 KT174
- 2015 KU174
- 2015 KV174
- 2015 KX174
- 2015 KY174
- 2015 KZ174
- 2015 KA175
- 2015 KB175
- 2015 KC175
- 2015 KD175
- 2015 KE175
- 2015 KF175
- 2015 KG175
- 2015 KH175
- 2015 KJ175
- 2015 KK175
- 2015 KL175
- 2015 KM175
- 2015 KN175
- 2015 KO175
- 2015 KP175
- 2015 KQ175
- 2015 KR175
- 2015 KS175
- 2015 KT175
- 2015 KU175
- 2015 KV175
- 2015 KW175
- 2015 KX175
- 2015 KY175
- 2015 KZ175
- 2015 KA176
- 2015 KB176
- 2015 KC176
- 2015 KD176
- 2015 KK178
- 2015 KU178
- 2015 KD179
- 2015 KE179
- 2015 KK179
- 2015 KL179
- 2015 KP179
- 2015 KQ179
- 2015 KR179
- 2015 KT179
- 2015 KU179
- 2015 KV179
- 2015 KW179
- 2015 KY179
- 2015 KA180
- 2015 KC180
- 2015 KF180
- 2015 KG180
- 2015 KJ180
- 2015 KK180
- 2015 KN180
- 2015 KO180
- 2015 KP180
- 2015 KQ180
- 2015 KR180
- 2015 KS180
- 2015 KT180
- 2015 KU180
- 2015 KV180
- 2015 KY180
- 2015 KA181
- 2015 KC181
- 2015 KD181
- 2015 KE181
- 2015 KF181
- 2015 KH181
- 2015 KK181
- 2015 KM181
- 2015 KN181
- 2015 KR181
- 2015 KS181
- 2015 KT181
- 2015 KV181
- 2015 KA182
- 2015 KC182
- 2015 KD182
- 2015 KE182
- 2015 KF182
- 2015 KG182
- 2015 KH182
- 2015 KJ182
- 2015 KL182
- 2015 KM182
- 2015 KN182
- 2015 KO182
- 2015 KP182
- 2015 KQ182
- 2015 KR182
- 2015 KS182
- 2015 KT182
- 2015 KU182
- 2015 KV182
- 2015 KX182
- 2015 KB183
- 2015 KC183
- 2015 KD183
- 2015 KE183
- 2015 KF183
- 2015 KG183
- 2015 KH183
- 2015 KJ183
- 2015 KK183
- 2015 KL183
- 2015 KM183
- 2015 KN183
- 2015 KO183
- 2015 KP183
- 2015 KQ183
- 2015 KR183
- 2015 KS183
- 2015 KT183
- 2015 KU183
- 2015 KV183
- 2015 KW183
- 2015 KX183
- 2015 KY183
- 2015 KZ183
- 2015 KA184
- 2015 KB184
- 2015 KD184
- 2015 KE184
- 2015 KG184
- 2015 KH184
- 2015 KJ184
- 2015 KK184
- 2015 KM184
- 2015 KN184
- 2015 KQ184
- 2015 KR184
- 2015 KS184
- 2015 KT184
- 2015 KU184
- 2015 KV184
- 2015 KW184
- 2015 KX184
- 2015 KY184
- 2015 KZ184
- 2015 KA185
- 2015 KB185
- 2015 KC185
- 2015 KE185
- 2015 KF185
- 2015 KG185
- 2015 KH185
- 2015 KJ185
- 2015 KL185
- 2015 KM185
- 2015 KN185
- 2015 KO185
- 2015 KP185
- 2015 KQ185
- 2015 KR185
- 2015 KT185
- 2015 KU185
- 2015 KV185
- 2015 KW185
- 2015 KZ185
- 2015 KA186
- 2015 KB186
- 2015 KE186
- 2015 KF186
- 2015 KG186
- 2015 KH186
- 2015 KJ186
- 2015 KK186
- 2015 KL186
- 2015 KM186
- 2015 KR186
- 2015 KS186
- 2015 KT186
- 2015 KU186
- 2015 KV186
- 2015 KZ186
- 2015 KA187
- 2015 KB187
- 2015 KC187
- 2015 KG187
- 2015 KH187
- 2015 KK187
- 2015 KL187
- 2015 KQ187
- 2015 KY187
- 2015 KZ187
- 2015 KB188
- 2015 KG188
- 2015 KQ188
- 2015 KT188
- 2015 KX188
- 2015 KY188
- 2015 KA189
- 2015 KB189
- 2015 KC189
- 2015 KE189
- 2015 KF189
- 2015 KP189
- 2015 KS189
- 2015 KY189
- 2015 KA190
- 2015 KB190
- 2015 KC190
- 2015 KD190
- 2015 KK190
- 2015 KL190
- 2015 KM190
- 2015 KN190
- 2015 KO190
- 2015 KV190
- 2015 KX190
- 2015 KY190
- 2015 KZ190
- 2015 KA191
- 2015 KB191
- 2015 KD191
- 2015 KE191
- 2015 KF191
- 2015 KJ191
- 2015 KL191
- 2015 KM191
- 2015 KN191
- 2015 KP191
- 2015 KQ191
- 2015 KR191
- 2015 KS191
- 2015 KT191
- 2015 KU191
- 2015 KY191
- 2015 KA192
- 2015 KB192
- 2015 KE192
- 2015 KF192
- 2015 KG192
- 2015 KJ192
- 2015 KL192
- 2015 KM192
- 2015 KO192
- 2015 KQ192
- 2015 KR192
- 2015 KS192
- 2015 KT192
- 2015 KX192
- 2015 KY192
- 2015 KZ192
- 2015 KB193
- 2015 KC193
- 2015 KD193
- 2015 KE193
- 2015 KF193
- 2015 KG193
- 2015 KH193
- 2015 KJ193
- 2015 KK193
- 2015 KL193
- 2015 KM193
- 2015 KN193
- 2015 KO193
- 2015 KP193
- 2015 KQ193
- 2015 KR193
- 2015 KT193
- 2015 KX193
- 2015 KY193
- 2015 KC194
- 2015 KE194
- 2015 KM194
- 2015 KO194
- 2015 KP194
- 2015 KQ194
- 2015 KR194
- 2015 KT194
- 2015 KV194
- 2015 KW194
- 2015 KX194
- 2015 KY194
- 2015 KC195
- 2015 KF195
- 2015 KG195
- 2015 KK195
- 2015 KL195
- 2015 KN195
- 2015 KO195
- 2015 KP195
- 2015 KQ195
- 2015 KR195
- 2015 KS195
- 2015 KT195
- 2015 KX195
- 2015 KY195
- 2015 KZ195
- 2015 KA196
- 2015 KB196
- 2015 KC196
- 2015 KF196
- 2015 KG196
- 2015 KH196
- 2015 KJ196
- 2015 KK196
- 2015 KL196
- 2015 KO196
- 2015 KP196
- 2015 KQ196
- 2015 KS196
- 2015 KU196
- 2015 KV196
- 2015 KX196
- 2015 KA197
- 2015 KB197
- 2015 KC197
- 2015 KG197
- 2015 KH197
- 2015 KJ197
- 2015 KK197
- 2015 KL197
- 2015 KM197
- 2015 KN197
- 2015 KQ197
- 2015 KS197
- 2015 KV197
- 2015 KZ197
- 2015 KB198
- 2015 KC198
- 2015 KD198
- 2015 KE198
- 2015 KF198
- 2015 KJ198
- 2015 KK198
- 2015 KL198
- 2015 KM198
- 2015 KN198
- 2015 KO198
- 2015 KP198
- 2015 KQ198
- 2015 KR198
- 2015 KS198
- 2015 KT198
- 2015 KV198
- 2015 KW198
- 2015 KX198
- 2015 KY198
- 2015 KA199
- 2015 KC199
- 2015 KD199
- 2015 KE199
- 2015 KF199
- 2015 KG199
- 2015 KH199
- 2015 KJ199
- 2015 KK199
- 2015 KL199
- 2015 KM199
- 2015 KN199
- 2015 KP199
- 2015 KQ199
- 2015 KT199
- 2015 KU199
- 2015 KV199
- 2015 KW199
- 2015 KX199
- 2015 KY199
- 2015 KZ199
- 2015 KA200
- 2015 KC200
- 2015 KF200
- 2015 KJ200
- 2015 KK200
- 2015 KL200
- 2015 KM200
- 2015 KN200
- 2015 KO200
- 2015 KP200
- 2015 KQ200
- 2015 KS200
- 2015 KT200
- 2015 KU200
- 2015 KW200
- 2015 KX200
- 2015 KY200
- 2015 KZ200
- 2015 KC201
- 2015 KD201
- 2015 KE201
- 2015 KF201
- 2015 KH201
- 2015 KJ201
- 2015 KK201
- 2015 KL201
- 2015 KM201
- 2015 KN201
- 2015 KO201
- 2015 KQ201
- 2015 KR201
- 2015 KS201
- 2015 KU201
- 2015 KW201
- 2015 KX201
- 2015 KY201
- 2015 KZ201
- 2015 KA202
- 2015 KB202
- 2015 KC202
- 2015 KD202
- 2015 KF202
- 2015 KG202
- 2015 KJ202
- 2015 KK202
- 2015 KL202
- 2015 KM202
- 2015 KN202
- 2015 KO202
- 2015 KR202
- 2015 KS202
- 2015 KU202
- 2015 KV202
- 2015 KX202
- 2015 KY202
- 2015 KB203
- 2015 KC203
- 2015 KD203
- 2015 KF203
- 2015 KG203
- 2015 KH203
- 2015 KK203
- 2015 KL203
- 2015 KM203
- 2015 KN203
- 2015 KO203
- 2015 KP203
- 2015 KQ203
- 2015 KR203
- 2015 KT203
- 2015 KU203
- 2015 KW203
- 2015 KA204
- 2015 KC204
- 2015 KD204
- 2015 KF204
- 2015 KG204
- 2015 KK204
- 2015 KL204
- 2015 KM204
- 2015 KN204
- 2015 KO204
- 2015 KP204
- 2015 KQ204
- 2015 KR204
- 2015 KS204
- 2015 KT204
- 2015 KU204
- 2015 KV204
- 2015 KW204
- 2015 KX204
- 2015 KY204
- 2015 KZ204
- 2015 KA205
- 2015 KB205
- 2015 KC205
- 2015 KD205
- 2015 KE205
- 2015 KF205
- 2015 KL205
- 2015 KM205
- 2015 KN205
- 2015 KO205
- 2015 KP205
- 2015 KT205
- 2015 KV205
- 2015 KW205
- 2015 KX205
- 2015 KY205
- 2015 KZ205
- 2015 KB206
- 2015 KC206
- 2015 KD206
- 2015 KE206
- 2015 KF206
- 2015 KG206
- 2015 KH206
- 2015 KJ206
- 2015 KK206
- 2015 KL206
- 2015 KP206
- 2015 KQ206
- 2015 KR206
- 2015 KS206
- 2015 KU206
- 2015 KX206
- 2015 KA207
- 2015 KB207
- 2015 KD207
- 2015 KE207
- 2015 KF207
- 2015 KG207
- 2015 KH207
- 2015 KJ207
- 2015 KK207
- 2015 KL207
- 2015 KM207
- 2015 KN207
- 2015 KP207
- 2015 KR207
- 2015 KS207
- 2015 KU207
- 2015 KV207
- 2015 KW207
- 2015 KY207
- 2015 KZ207
- 2015 KB208
- 2015 KE208
- 2015 KF208
- 2015 KG208
- 2015 KH208
- 2015 KJ208
- 2015 KK208
- 2015 KL208
- 2015 KM208
- 2015 KN208
- 2015 KP208
- 2015 KR208
- 2015 KS208
- 2015 KT208
- 2015 KU208
- 2015 KV208
- 2015 KW208
- 2015 KX208
- 2015 KY208
- 2015 KZ208
- 2015 KA209
- 2015 KB209
- 2015 KC209
- 2015 KD209
- 2015 KE209
- 2015 KF209
- 2015 KH209
- 2015 KJ209
- 2015 KL209
- 2015 KM209
- 2015 KN209
- 2015 KO209
- 2015 KP209
- 2015 KQ209
- 2015 KS209
- 2015 KT209
- 2015 KV209
- 2015 KW209
- 2015 KX209
- 2015 KY209
- 2015 KZ209
- 2015 KA210
- 2015 KB210
- 2015 KD210
- 2015 KH210
- 2015 KJ210
- 2015 KK210
- 2015 KL210
- 2015 KN210
- 2015 KO210
- 2015 KP210
- 2015 KR210
- 2015 KT210
- 2015 KU210
- 2015 KV210
- 2015 KX210
- 2015 KY210
- 2015 KZ210
- 2015 KA211
- 2015 KB211
- 2015 KC211
- 2015 KD211
- 2015 KE211
- 2015 KF211
- 2015 KG211
- 2015 KH211
- 2015 KJ211
- 2015 KK211
- 2015 KL211
- 2015 KN211
- 2015 KO211
- 2015 KP211
- 2015 KQ211
- 2015 KR211
- 2015 KS211
- 2015 KT211
- 2015 KV211
- 2015 KW211
- 2015 KX211
- 2015 KY211
- 2015 KZ211
- 2015 KA212
- 2015 KB212
- 2015 KC212
- 2015 KD212
- 2015 KE212
- 2015 KF212
- 2015 KG212
- 2015 KH212
- 2015 KJ212
- 2015 KK212
- 2015 KM212
- 2015 KN212
- 2015 KO212
- 2015 KP212
- 2015 KQ212
- 2015 KR212
- 2015 KS212
- 2015 KT212
- 2015 KU212
- 2015 KV212
- 2015 KW212
- 2015 KX212
- 2015 KY212
- 2015 KZ212
- 2015 KA213
- 2015 KC213
- 2015 KD213
- 2015 KE213
- 2015 KF213
- 2015 KG213
- 2015 KH213
- 2015 KJ213
- 2015 KK213
- 2015 KL213
- 2015 KM213
- 2015 KN213
- 2015 KO213
- 2015 KP213
- 2015 KQ213
- 2015 KR213
- 2015 KU213
- 2015 KV213
- 2015 KW213
- 2015 KX213
- 2015 KY213
- 2015 KZ213
- 2015 KA214
- 2015 KB214
- 2015 KC214
- 2015 KD214
- 2015 KE214
- 2015 KF214
- 2015 KG214
- 2015 KH214
- 2015 KJ214
- 2015 KK214
- 2015 KL214
- 2015 KM214
- 2015 KN214
- 2015 KO214
- 2015 KP214
- 2015 KQ214
- 2015 KR214
- 2015 KT214
- 2015 KU214
- 2015 KW214
- 2015 KX214
- 2015 KY214
- 2015 KA215
- 2015 KB215
- 2015 KC215
- 2015 KF215
- 2015 KG215
- 2015 KH215
- 2015 KJ215
- 2015 KK215
- 2015 KL215
- 2015 KN215
- 2015 KO215
- 2015 KP215
- 2015 KQ215
- 2015 KR215
- 2015 KS215
- 2015 KT215
- 2015 KU215
- 2015 KV215
- 2015 KW215
- 2015 KX215
- 2015 KY215
- 2015 KZ215
- 2015 KA216
- 2015 KB216
- 2015 KC216
- 2015 KD216
- 2015 KE216
- 2015 KF216
- 2015 KH216
- 2015 KK216
- 2015 KL216
- 2015 KM216
- 2015 KN216
- 2015 KO216
- 2015 KP216
- 2015 KQ216
- 2015 KR216
- 2015 KT216
- 2015 KU216
- 2015 KV216
- 2015 KX216
- 2015 KZ216
- 2015 KA217
- 2015 KB217
- 2015 KD217
- 2015 KE217
- 2015 KF217
- 2015 KG217
- 2015 KH217
- 2015 KJ217
- 2015 KK217
- 2015 KL217
- 2015 KM217
- 2015 KN217
- 2015 KO217
- 2015 KP217
- 2015 KQ217
- 2015 KR217
- 2015 KS217
- 2015 KU217
- 2015 KV217
- 2015 KW217
- 2015 KX217
- 2015 KY217
- 2015 KZ217
- 2015 KA218
- 2015 KB218
- 2015 KC218
- 2015 KD218
- 2015 KE218
- 2015 KF218
- 2015 KG218
- 2015 KH218
- 2015 KJ218
- 2015 KL218
- 2015 KM218
- 2015 KN218
- 2015 KO218
- 2015 KP218
- 2015 KQ218
- 2015 KR218
- 2015 KS218
- 2015 KT218
- 2015 KU218
- 2015 KV218
- 2015 KW218
- 2015 KX218
- 2015 KY218
- 2015 KZ218
- 2015 KA219
- 2015 KB219
- 2015 KC219
- 2015 KD219
- 2015 KE219
- 2015 KF219
- 2015 KG219
- 2015 KH219
- 2015 KJ219
- 2015 KK219
- 2015 KL219
- 2015 KM219
- 2015 KN219
- 2015 KO219
- 2015 KP219
- 2015 KQ219
- 2015 KR219
- 2015 KS219
- 2015 KT219
- 2015 KU219
- 2015 KV219
- 2015 KW219
- 2015 KX219
- 2015 KY219
- 2015 KZ219
- 2015 KA220
- 2015 KB220
- 2015 KC220
- 2015 KD220
- 2015 KE220
- 2015 KF220
- 2015 KH220
- 2015 KJ220
- 2015 KK220
- 2015 KL220
- 2015 KM220
- 2015 KN220
- 2015 KO220
- 2015 KP220
- 2015 KR220
- 2015 KS220
- 2015 KT220
- 2015 KU220
- 2015 KV220
- 2015 KW220
- 2015 KX220
- 2015 KY220
- 2015 KZ220
- 2015 KC221
- 2015 KD221
- 2015 KE221
- 2015 KF221
- 2015 KG221
- 2015 KH221
- 2015 KJ221
- 2015 KK221
- 2015 KL221
- 2015 KM221
- 2015 KN221
- 2015 KO221
- 2015 KP221
- 2015 KQ221
- 2015 KR221
- 2015 KS221
- 2015 KT221
- 2015 KU221
- 2015 KW221
- 2015 KX221
- 2015 KY221
- 2015 KZ221
- 2015 KA222
- 2015 KB222
- 2015 KC222
- 2015 KD222
- 2015 KE222
- 2015 KF222
- 2015 KG222
- 2015 KJ222
- 2015 KK222
- 2015 KL222
- 2015 KM222
- 2015 KN222
- 2015 KO222
- 2015 KP222
- 2015 KQ222
- 2015 KR222
- 2015 KT222
- 2015 KU222
- 2015 KV222
- 2015 KW222
- 2015 KX222
- 2015 KY222
- 2015 KZ222
- 2015 KA223
- 2015 KB223
- 2015 KC223
- 2015 KD223
- 2015 KE223
- 2015 KF223
- 2015 KH223
- 2015 KJ223
- 2015 KK223
- 2015 KL223
- 2015 KM223
- 2015 KN223
- 2015 KO223
- 2015 KP223
- 2015 KQ223
- 2015 KR223
- 2015 KS223
- 2015 KT223
- 2015 KU223
- 2015 KV223
- 2015 KX223
- 2015 KY223
- 2015 KZ223
- 2015 KA224
- 2015 KB224
- 2015 KC224
- 2015 KD224
- 2015 KE224
- 2015 KF224
- 2015 KG224
- 2015 KH224
- 2015 KJ224
- 2015 KK224
- 2015 KL224
- 2015 KM224
- 2015 KN224
- 2015 KO224
- 2015 KQ224
- 2015 KR224
- 2015 KS224
- 2015 KT224
- 2015 KU224
- 2015 KV224
- 2015 KW224
- 2015 KX224
- 2015 KY224
- 2015 KZ224
- 2015 KA225
- 2015 KB225
- 2015 KC225
- 2015 KD225
- 2015 KE225
- 2015 KF225
- 2015 KG225
- 2015 KH225
- 2015 KJ225
- 2015 KK225
- 2015 KL225
- 2015 KM225
- 2015 KN225
- 2015 KO225
- 2015 KP225
- 2015 KQ225
- 2015 KS225
- 2015 KT225
- 2015 KU225
- 2015 KV225
- 2015 KW225
- 2015 KX225
- 2015 KY225
- 2015 KZ225
- 2015 KA226
- 2015 KB226
- 2015 KC226
- 2015 KD226
- 2015 KE226
- 2015 KF226
- 2015 KG226
- 2015 KH226
- 2015 KJ226
- 2015 KK226
- 2015 KL226
- 2015 KM226
- 2015 KN226
- 2015 KO226
- 2015 KP226
- 2015 KQ226
- 2015 KR226
- 2015 KS226
- 2015 KT226
- 2015 KU226
- 2015 KV226
- 2015 KW226
- 2015 KX226
- 2015 KY226
- 2015 KZ226
- 2015 KA227
- 2015 KC227
- 2015 KD227
- 2015 KE227
- 2015 KF227
- 2015 KG227
- 2015 KH227
- 2015 KJ227
- 2015 KK227
- 2015 KL227
- 2015 KN227
- 2015 KP227
- 2015 KR227
- 2015 KT227
- 2015 KU227
- 2015 KV227
- 2015 KW227
- 2015 KX227
- 2015 KY227
- 2015 KZ227
- 2015 KA228
- 2015 KB228
- 2015 KC228
- 2015 KD228
- 2015 KE228
- 2015 KF228
- 2015 KG228
- 2015 KH228
- 2015 KJ228
- 2015 KK228
- 2015 KM228
- 2015 KN228
- 2015 KO228
- 2015 KP228
- 2015 KQ228
- 2015 KR228
- 2015 KS228
- 2015 KU228
- 2015 KV228
- 2015 KW228
- 2015 KX228
- 2015 KY228
- 2015 KZ228
- 2015 KA229
- 2015 KB229
- 2015 KC229
- 2015 KD229
- 2015 KE229
- 2015 KF229
- 2015 KG229
- 2015 KH229
- 2015 KJ229
- 2015 KK229
- 2015 KL229
- 2015 KM229
- 2015 KN229
- 2015 KO229
- 2015 KP229
- 2015 KQ229
- 2015 KR229
- 2015 KS229
- 2015 KT229
- 2015 KU229
- 2015 KV229
- 2015 KW229
- 2015 KX229
- 2015 KY229
- 2015 KA230
- 2015 KB230
- 2015 KC230
- 2015 KD230
- 2015 KE230
- 2015 KF230
- 2015 KG230
- 2015 KH230
- 2015 KJ230
- 2015 KK230
- 2015 KL230
- 2015 KM230
- 2015 KN230
- 2015 KO230
- 2015 KP230
- 2015 KQ230
- 2015 KR230
- 2015 KT230
- 2015 KU230
- 2015 KV230
- 2015 KW230
- 2015 KX230
- 2015 KY230
- 2015 KZ230
- 2015 KA231
- 2015 KB231
- 2015 KC231
- 2015 KD231
- 2015 KE231
- 2015 KF231
- 2015 KG231
- 2015 KH231
- 2015 KJ231
- 2015 KK231
- 2015 KL231
- 2015 KM231
- 2015 KN231
- 2015 KO231
- 2015 KP231
- 2015 KR231
- 2015 KS231
- 2015 KT231
- 2015 KU231
- 2015 KV231
- 2015 KW231
- 2015 KX231
- 2015 KY231
- 2015 KZ231
- 2015 KA232
- 2015 KB232
- 2015 KC232
- 2015 KD232
- 2015 KF232
- 2015 KG232
- 2015 KH232
- 2015 KJ232
- 2015 KK232
- 2015 KL232
- 2015 KM232
- 2015 KN232
- 2015 KO232
- 2015 KP232
- 2015 KQ232
- 2015 KR232
- 2015 KS232
- 2015 KT232
- 2015 KU232
- 2015 KV232
- 2015 KW232
- 2015 KX232
- 2015 KY232
- 2015 KZ232
- 2015 KA233
- 2015 KB233
- 2015 KC233
- 2015 KD233
- 2015 KE233
- 2015 KF233
- 2015 KG233
- 2015 KH233
- 2015 KJ233
- 2015 KK233
- 2015 KL233
- 2015 KM233
- 2015 KN233
- 2015 KO233
- 2015 KP233
- 2015 KQ233
- 2015 KR233
- 2015 KS233
- 2015 KT233
- 2015 KU233
- 2015 KV233
- 2015 KW233
- 2015 KX233
- 2015 KY233
- 2015 KZ233
- 2015 KA234
- 2015 KC234
- 2015 KD234
- 2015 KE234
- 2015 KF234
- 2015 KG234
- 2015 KH234
- 2015 KJ234
- 2015 KK234
- 2015 KL234
- 2015 KM234
- 2015 KN234
- 2015 KO234
- 2015 KP234
- 2015 KQ234
- 2015 KR234
- 2015 KS234
- 2015 KT234
- 2015 KU234
- 2015 KV234
- 2015 KX234
- 2015 KY234
- 2015 KZ234
- 2015 KA235
- 2015 KD235
- 2015 KE235
- 2015 KF235
- 2015 KG235
- 2015 KH235
- 2015 KJ235
- 2015 KK235
- 2015 KL235
- 2015 KM235
- 2015 KN235
- 2015 KO235
- 2015 KP235
- 2015 KQ235
- 2015 KR235
- 2015 KS235
- 2015 KT235
- 2015 KU235
- 2015 KV235
- 2015 KW235
- 2015 KX235
- 2015 KY235
- 2015 KZ235
- 2015 KA236
- 2015 KB236
- 2015 KC236
- 2015 KD236
- 2015 KE236
- 2015 KF236
- 2015 KG236
- 2015 KH236
- 2015 KJ236
- 2015 KK236
- 2015 KL236
- 2015 KN236
- 2015 KO236
- 2015 KP236
- 2015 KQ236
- 2015 KR236
- 2015 KS236
- 2015 KT236
- 2015 KU236
- 2015 KV236
- 2015 KW236
- 2015 KX236
- 2015 KY236
- 2015 KZ236
- 2015 KA237
- 2015 KB237
- 2015 KC237
- 2015 KD237
- 2015 KE237
- 2015 KG237
- 2015 KH237
- 2015 KJ237
- 2015 KL237
- 2015 KM237
- 2015 KN237
- 2015 KO237
- 2015 KP237
- 2015 KQ237
- 2015 KR237
- 2015 KS237
- 2015 KT237
- 2015 KU237
- 2015 KV237
- 2015 KW237
- 2015 KX237
- 2015 KY237
- 2015 KZ237
- 2015 KA238
- 2015 KB238
- 2015 KC238
- 2015 KD238
- 2015 KE238
- 2015 KF238
- 2015 KG238
- 2015 KH238
- 2015 KJ238
- 2015 KK238
- 2015 KL238
- 2015 KM238
- 2015 KN238
- 2015 KO238
- 2015 KP238
- 2015 KQ238
- 2015 KR238
- 2015 KS238
- 2015 KT238
- 2015 KU238
- 2015 KV238
- 2015 KW238
- 2015 KX238
- 2015 KY238
- 2015 KZ238
- 2015 KA239
- 2015 KB239
- 2015 KC239
- 2015 KD239
- 2015 KE239
- 2015 KG239
- 2015 KJ239
- 2015 KK239
- 2015 KL239
- 2015 KM239
- 2015 KO239
- 2015 KP239
- 2015 KR239
- 2015 KS239
- 2015 KT239
- 2015 KV239
- 2015 KW239
- 2015 KX239
- 2015 KY239
- 2015 KZ239
- 2015 KA240
- 2015 KB240
- 2015 KC240
- 2015 KD240
- 2015 KF240
- 2015 KG240
- 2015 KH240
- 2015 KK240
- 2015 KL240
- 2015 KM240
- 2015 KN240
- 2015 KO240
- 2015 KP240
- 2015 KR240
- 2015 KS240
- 2015 KT240
- 2015 KV240
- 2015 KW240
- 2015 KX240
- 2015 KY240
- 2015 KZ240
- 2015 KA241
- 2015 KB241
- 2015 KC241
- 2015 KE241
- 2015 KF241
- 2015 KG241
- 2015 KH241
- 2015 KJ241
- 2015 KK241
- 2015 KL241
- 2015 KN241
- 2015 KO241
- 2015 KP241
- 2015 KQ241
- 2015 KR241
- 2015 KS241
- 2015 KT241
- 2015 KU241
- 2015 KW241
- 2015 KX241
- 2015 KY241
- 2015 KZ241
- 2015 KA242
- 2015 KB242
- 2015 KC242
- 2015 KD242
- 2015 KE242
- 2015 KF242
- 2015 KG242
- 2015 KH242
- 2015 KJ242
- 2015 KK242
- 2015 KL242
- 2015 KM242
- 2015 KN242
- 2015 KO242
- 2015 KP242
- 2015 KQ242
- 2015 KR242
- 2015 KS242
- 2015 KT242
- 2015 KU242
- 2015 KV242
- 2015 KW242
- 2015 KX242
- 2015 KZ242
- 2015 KA243
- 2015 KB243
- 2015 KC243
- 2015 KD243
- 2015 KF243
- 2015 KG243
- 2015 KH243
- 2015 KJ243
- 2015 KK243
- 2015 KL243
- 2015 KM243
- 2015 KN243
- 2015 KO243
- 2015 KP243
- 2015 KQ243
- 2015 KT243
- 2015 KU243
- 2015 KV243
- 2015 KX243
- 2015 KY243
- 2015 KZ243
- 2015 KA244
- 2015 KB244
- 2015 KC244
- 2015 KD244
- 2015 KE244
- 2015 KF244
- 2015 KG244
- 2015 KH244
- 2015 KJ244
- 2015 KK244
- 2015 KL244
- 2015 KM244
- 2015 KN244
- 2015 KO244
- 2015 KP244
- 2015 KQ244
- 2015 KR244
- 2015 KS244
- 2015 KT244
- 2015 KU244
- 2015 KV244
- 2015 KW244
- 2015 KX244
- 2015 KY244
- 2015 KZ244
- 2015 KA245
- 2015 KB245
- 2015 KC245
- 2015 KD245
- 2015 KE245
- 2015 KF245
- 2015 KG245
- 2015 KH245
- 2015 KJ245
- 2015 KK245
- 2015 KM245
- 2015 KN245
- 2015 KO245
- 2015 KP245
- 2015 KQ245
- 2015 KR245
- 2015 KS245
- 2015 KT245
- 2015 KU245
- 2015 KV245
- 2015 KW245
- 2015 KX245
- 2015 KY245
- 2015 KZ245
- 2015 KA246
- 2015 KB246
- 2015 KC246
- 2015 KD246
- 2015 KE246
- 2015 KF246
- 2015 KG246
- 2015 KJ246
- 2015 KK246
- 2015 KL246
- 2015 KM246
- 2015 KN246
- 2015 KO246
- 2015 KP246
- 2015 KQ246
- 2015 KR246
- 2015 KS246
- 2015 KT246
- 2015 KU246
- 2015 KV246
- 2015 KW246
- 2015 KY246
- 2015 KZ246
- 2015 KA247
- 2015 KC247
- 2015 KD247
- 2015 KE247
- 2015 KG247
- 2015 KH247
- 2015 KJ247
- 2015 KK247
- 2015 KL247
- 2015 KM247
- 2015 KN247
- 2015 KO247
- 2015 KP247
- 2015 KQ247
- 2015 KR247
- 2015 KS247
- 2015 KT247
- 2015 KU247
- 2015 KV247
- 2015 KW247
- 2015 KX247
- 2015 KY247
- 2015 KZ247
- 2015 KA248
- 2015 KB248
- 2015 KC248
- 2015 KD248
- 2015 KE248
- 2015 KF248
- 2015 KG248
- 2015 KH248
- 2015 KJ248
- 2015 KK248
- 2015 KL248
- 2015 KM248
- 2015 KN248
- 2015 KO248
- 2015 KP248
- 2015 KQ248
- 2015 KR248
- 2015 KT248
- 2015 KU248
- 2015 KV248
- 2015 KW248
- 2015 KX248
- 2015 KY248
- 2015 KZ248
- 2015 KA249
- 2015 KB249
- 2015 KC249
- 2015 KD249
- 2015 KE249
- 2015 KF249
- 2015 KG249
- 2015 KH249
- 2015 KJ249
- 2015 KK249
- 2015 KL249
- 2015 KM249
- 2015 KN249
- 2015 KO249
- 2015 KP249
- 2015 KQ249
- 2015 KR249
- 2015 KS249
- 2015 KT249
- 2015 KU249
- 2015 KW249
- 2015 KX249
- 2015 KY249
- 2015 KZ249
- 2015 KA250
- 2015 KB250
- 2015 KD250
- 2015 KE250
- 2015 KF250
- 2015 KG250
- 2015 KH250
- 2015 KK250
- 2015 KL250
- 2015 KM250
- 2015 KN250
- 2015 KO250
- 2015 KP250
- 2015 KQ250
- 2015 KR250
- 2015 KS250
- 2015 KT250
- 2015 KU250
- 2015 KV250
- 2015 KW250
- 2015 KX250
- 2015 KY250
- 2015 KZ250
- 2015 KA251
- 2015 KB251
- 2015 KC251
- 2015 KD251
- 2015 KF251
- 2015 KG251
- 2015 KH251
- 2015 KJ251
- 2015 KK251
- 2015 KM251
- 2015 KN251
- 2015 KQ251
- 2015 KR251
- 2015 KS251
- 2015 KT251
- 2015 KU251
- 2015 KV251
- 2015 KW251
- 2015 KX251
- 2015 KY251
- 2015 KZ251
- 2015 KA252
- 2015 KB252
- 2015 KC252
- 2015 KD252
- 2015 KE252
- 2015 KF252
- 2015 KG252
- 2015 KH252
- 2015 KJ252
- 2015 KK252
- 2015 KL252
- 2015 KM252
- 2015 KN252
- 2015 KO252
- 2015 KP252
- 2015 KQ252
- 2015 KR252
- 2015 KS252
- 2015 KT252
- 2015 KV252
- 2015 KW252
- 2015 KX252
- 2015 KY252
- 2015 KZ252
- 2015 KA253
- 2015 KB253
- 2015 KC253
- 2015 KE253
- 2015 KF253
- 2015 KG253
- 2015 KH253
- 2015 KJ253
- 2015 KK253
- 2015 KL253
- 2015 KM253
- 2015 KN253
- 2015 KP253
- 2015 KQ253
- 2015 KR253
- 2015 KS253
- 2015 KT253
- 2015 KU253
- 2015 KV253
- 2015 KW253
- 2015 KY253
- 2015 KA254
- 2015 KB254
- 2015 KC254
- 2015 KD254
- 2015 KE254
- 2015 KF254
- 2015 KG254
- 2015 KH254
- 2015 KJ254
- 2015 KK254
- 2015 KL254
- 2015 KM254
- 2015 KN254
- 2015 KO254
- 2015 KP254
- 2015 KQ254
- 2015 KS254
- 2015 KT254
- 2015 KV254
- 2015 KW254
- 2015 KX254
- 2015 KZ254
- 2015 KA255
- 2015 KB255
- 2015 KC255
- 2015 KE255
- 2015 KF255
- 2015 KG255
- 2015 KH255
- 2015 KJ255
- 2015 KK255
- 2015 KL255
- 2015 KN255
- 2015 KO255
- 2015 KP255
- 2015 KQ255
- 2015 KS255
- 2015 KT255
- 2015 KU255
- 2015 KV255
- 2015 KW255
- 2015 KX255
- 2015 KY255
- 2015 KZ255
- 2015 KA256
- 2015 KB256
- 2015 KC256
- 2015 KD256
- 2015 KE256
- 2015 KF256
- 2015 KG256
- 2015 KH256
- 2015 KJ256
- 2015 KK256
- 2015 KL256
- 2015 KM256
- 2015 KN256
- 2015 KO256
- 2015 KP256
- 2015 KQ256
- 2015 KR256
- 2015 KS256
- 2015 KT256
- 2015 KU256
- 2015 KV256
- 2015 KW256
- 2015 KX256
- 2015 KY256
- 2015 KZ256
- 2015 KA257
- 2015 KB257
- 2015 KC257
- 2015 KD257
- 2015 KE257
- 2015 KF257
- 2015 KG257
- 2015 KJ257
- 2015 KK257
- 2015 KL257
- 2015 KM257
- 2015 KN257
- 2015 KO257
- 2015 KP257
- 2015 KQ257
- 2015 KR257
- 2015 KT257
- 2015 KU257
- 2015 KV257
- 2015 KW257
- 2015 KX257
- 2015 KY257
- 2015 KZ257
- 2015 KA258
- 2015 KB258
- 2015 KC258
- 2015 KD258
- 2015 KE258
- 2015 KG258
- 2015 KH258
- 2015 KJ258
- 2015 KK258
- 2015 KL258
- 2015 KM258
- 2015 KN258
- 2015 KO258
- 2015 KP258
- 2015 KQ258
- 2015 KR258
- 2015 KS258
- 2015 KT258
- 2015 KU258
- 2015 KV258
- 2015 KW258
- 2015 KX258
- 2015 KY258
- 2015 KZ258
- 2015 KA259
- 2015 KB259
- 2015 KC259
- 2015 KD259
- 2015 KE259
- 2015 KF259
- 2015 KG259
- 2015 KH259
- 2015 KJ259
- 2015 KK259
- 2015 KL259
- 2015 KM259
- 2015 KN259
- 2015 KO259
- 2015 KP259
- 2015 KQ259
- 2015 KR259
- 2015 KS259
- 2015 KT259
- 2015 KU259
- 2015 KV259
- 2015 KW259
- 2015 KX259
- 2015 KY259
- 2015 KZ259
- 2015 KB260
- 2015 KD260
- 2015 KE260
- 2015 KF260
- 2015 KG260
- 2015 KH260
- 2015 KJ260
- 2015 KK260
- 2015 KL260
- 2015 KM260
- 2015 KN260
- 2015 KO260
- 2015 KP260
- 2015 KQ260
- 2015 KR260
- 2015 KS260
- 2015 KU260
- 2015 KV260
- 2015 KW260
- 2015 KX260
- 2015 KY260
- 2015 KZ260
- 2015 KB261
- 2015 KC261
- 2015 KD261
- 2015 KE261
- 2015 KF261
- 2015 KG261
- 2015 KH261
- 2015 KJ261
- 2015 KK261
- 2015 KL261
- 2015 KM261
- 2015 KN261
- 2015 KO261
- 2015 KP261
- 2015 KQ261
- 2015 KR261
- 2015 KS261
- 2015 KT261
- 2015 KU261
- 2015 KV261
- 2015 KW261
- 2015 KX261
- 2015 KY261
- 2015 KZ261
- 2015 KA262
- 2015 KB262
- 2015 KC262
- 2015 KD262
- 2015 KE262
- 2015 KF262
- 2015 KG262
- 2015 KH262
- 2015 KJ262
- 2015 KK262
- 2015 KL262
- 2015 KM262
- 2015 KN262
- 2015 KO262
- 2015 KP262
- 2015 KQ262
- 2015 KR262
- 2015 KS262
- 2015 KT262
- 2015 KU262
- 2015 KV262
- 2015 KW262
- 2015 KX262
- 2015 KY262
- 2015 KZ262
- 2015 KA263
- 2015 KB263
- 2015 KC263
- 2015 KD263
- 2015 KE263
- 2015 KG263
- 2015 KH263
- 2015 KJ263
- 2015 KK263
- 2015 KL263
- 2015 KM263
- 2015 KN263
- 2015 KO263
- 2015 KP263
- 2015 KQ263
- 2015 KR263
- 2015 KS263
- 2015 KT263
- 2015 KU263
- 2015 KV263
- 2015 KW263
- 2015 KX263
- 2015 KY263
- 2015 KZ263
- 2015 KA264
- 2015 KB264
- 2015 KC264
- 2015 KD264
- 2015 KE264
- 2015 KF264
- 2015 KG264
- 2015 KH264
- 2015 KJ264
- 2015 KK264
- 2015 KL264
- 2015 KM264
- 2015 KN264
- 2015 KO264
- 2015 KP264
- 2015 KQ264
- 2015 KR264
- 2015 KT264
- 2015 KU264
- 2015 KV264
- 2015 KW264
- 2015 KX264
- 2015 KY264
- 2015 KA265
- 2015 KB265
- 2015 KC265
- 2015 KD265
- 2015 KE265
- 2015 KF265
- 2015 KH265
- 2015 KJ265
- 2015 KK265
- 2015 KL265
- 2015 KM265
- 2015 KN265
- 2015 KO265
- 2015 KP265
- 2015 KQ265
- 2015 KR265
- 2015 KT265
- 2015 KU265
- 2015 KV265
- 2015 KW265
- 2015 KX265
- 2015 KY265
- 2015 KZ265
- 2015 KA266
- 2015 KB266
- 2015 KC266
- 2015 KD266
- 2015 KE266
- 2015 KF266
- 2015 KG266
- 2015 KH266
- 2015 KK266
- 2015 KL266
- 2015 KM266
- 2015 KN266
- 2015 KO266
- 2015 KP266
- 2015 KQ266
- 2015 KR266
- 2015 KS266
- 2015 KT266
- 2015 KU266
- 2015 KV266
- 2015 KW266
- 2015 KX266
- 2015 KY266
- 2015 KZ266
- 2015 KA267
- 2015 KB267
- 2015 KD267
- 2015 KE267
- 2015 KF267
- 2015 KG267
- 2015 KH267
- 2015 KJ267
- 2015 KK267
- 2015 KL267
- 2015 KM267
- 2015 KN267
- 2015 KO267
- 2015 KP267
- 2015 KQ267
- 2015 KR267
- 2015 KT267
- 2015 KU267
- 2015 KV267
- 2015 KW267
- 2015 KX267
- 2015 KY267
- 2015 KZ267
- 2015 KA268
- 2015 KB268
- 2015 KC268
- 2015 KD268
- 2015 KE268
- 2015 KF268
- 2015 KG268
- 2015 KH268
- 2015 KJ268
- 2015 KK268
- 2015 KL268
- 2015 KM268
- 2015 KO268
- 2015 KP268
- 2015 KQ268
- 2015 KR268
- 2015 KS268
- 2015 KT268
- 2015 KU268
- 2015 KV268
- 2015 KW268
- 2015 KX268
- 2015 KY268
- 2015 KZ268
- 2015 KA269
- 2015 KB269
- 2015 KC269
- 2015 KD269
- 2015 KE269
- 2015 KF269
- 2015 KG269
- 2015 KH269
- 2015 KJ269
- 2015 KK269
- 2015 KL269
- 2015 KM269
- 2015 KN269
- 2015 KO269
- 2015 KP269
- 2015 KQ269
- 2015 KS269
- 2015 KT269
- 2015 KU269
- 2015 KV269
- 2015 KW269
- 2015 KX269
- 2015 KY269
- 2015 KZ269
- 2015 KB270
- 2015 KD270
- 2015 KE270
- 2015 KF270
- 2015 KG270
- 2015 KH270
- 2015 KJ270
- 2015 KK270
- 2015 KL270
- 2015 KM270
- 2015 KN270
- 2015 KO270
- 2015 KP270
- 2015 KQ270
- 2015 KR270
- 2015 KS270
- 2015 KT270
- 2015 KU270
- 2015 KV270
- 2015 KW270
- 2015 KX270
- 2015 KY270
- 2015 KZ270
- 2015 KA271
- 2015 KC271
- 2015 KD271
- 2015 KE271
- 2015 KF271
- 2015 KG271
- 2015 KH271
- 2015 KJ271
- 2015 KK271
- 2015 KL271
- 2015 KM271
- 2015 KN271
- 2015 KO271
- 2015 KP271
- 2015 KQ271
- 2015 KR271
- 2015 KS271
- 2015 KT271
- 2015 KU271
- 2015 KV271
- 2015 KW271
- 2015 KX271
- 2015 KY271
- 2015 KZ271
- 2015 KA272
- 2015 KB272
- 2015 KC272
- 2015 KD272
- 2015 KE272
- 2015 KF272
- 2015 KG272
- 2015 KH272
- 2015 KJ272
- 2015 KK272
- 2015 KL272
- 2015 KN272
- 2015 KO272
- 2015 KP272
- 2015 KQ272
- 2015 KR272
- 2015 KS272
- 2015 KT272
- 2015 KU272
- 2015 KV272
- 2015 KW272
- 2015 KX272
- 2015 KY272
- 2015 KZ272
- 2015 KA273
- 2015 KB273
- 2015 KC273
- 2015 KD273
- 2015 KE273
- 2015 KF273
- 2015 KG273
- 2015 KH273
- 2015 KJ273
- 2015 KK273
- 2015 KL273
- 2015 KM273
- 2015 KN273
- 2015 KO273
- 2015 KP273
- 2015 KQ273
- 2015 KR273
- 2015 KT273
- 2015 KV273
- 2015 KW273
- 2015 KX273
- 2015 KY273
- 2015 KA274
- 2015 KB274
- 2015 KC274
- 2015 KD274
- 2015 KE274
- 2015 KF274
- 2015 KG274
- 2015 KH274
- 2015 KJ274
- 2015 KK274
- 2015 KL274
- 2015 KM274
- 2015 KN274
- 2015 KO274
- 2015 KP274
- 2015 KQ274
- 2015 KR274
- 2015 KT274
- 2015 KU274
- 2015 KV274
- 2015 KW274
- 2015 KX274
- 2015 KY274
- 2015 KZ274
- 2015 KA275
- 2015 KB275
- 2015 KC275
- 2015 KD275
- 2015 KE275
- 2015 KF275
- 2015 KG275
- 2015 KH275
- 2015 KJ275
- 2015 KK275
- 2015 KL275
- 2015 KM275
- 2015 KN275
- 2015 KO275
- 2015 KP275
- 2015 KQ275
- 2015 KR275
- 2015 KS275
- 2015 KT275
- 2015 KU275
- 2015 KV275
- 2015 KW275
- 2015 KX275
- 2015 KY275
- 2015 KA276
- 2015 KB276
- 2015 KC276
- 2015 KD276
- 2015 KE276
- 2015 KG276
- 2015 KH276
- 2015 KK276
- 2015 KL276
- 2015 KM276
- 2015 KN276
- 2015 KO276
- 2015 KP276
- 2015 KQ276
- 2015 KR276
- 2015 KT276
- 2015 KU276
- 2015 KV276
- 2015 KW276
- 2015 KX276
- 2015 KY276
- 2015 KA277
- 2015 KB277
- 2015 KC277
- 2015 KD277
- 2015 KE277
- 2015 KF277
- 2015 KG277
- 2015 KH277
- 2015 KJ277
- 2015 KL277
- 2015 KM277
- 2015 KN277
- 2015 KO277
- 2015 KP277
- 2015 KQ277
- 2015 KR277
- 2015 KT277
- 2015 KU277
- 2015 KV277
- 2015 KW277
- 2015 KY277
- 2015 KZ277
- 2015 KA278
- 2015 KB278
- 2015 KC278
- 2015 KD278
- 2015 KE278
- 2015 KF278
- 2015 KG278
- 2015 KH278
- 2015 KJ278
- 2015 KK278
- 2015 KM278
- 2015 KN278
- 2015 KP278
- 2015 KQ278
- 2015 KR278
- 2015 KS278
- 2015 KU278
- 2015 KV278
- 2015 KW278
- 2015 KX278
- 2015 KY278
- 2015 KZ278
- 2015 KA279
- 2015 KC279
- 2015 KE279
- 2015 KF279
- 2015 KG279
- 2015 KH279
- 2015 KJ279
- 2015 KL279
- 2015 KM279
- 2015 KN279
- 2015 KO279
- 2015 KP279
- 2015 KQ279
- 2015 KR279
- 2015 KS279
- 2015 KT279
- 2015 KU279
- 2015 KV279
- 2015 KW279
- 2015 KX279
- 2015 KY279
- 2015 KZ279
- 2015 KA280
- 2015 KB280
- 2015 KC280
- 2015 KD280
- 2015 KE280
- 2015 KF280
- 2015 KG280
- 2015 KH280
- 2015 KJ280
- 2015 KK280
- 2015 KL280
- 2015 KM280
- 2015 KN280
- 2015 KP280
- 2015 KQ280
- 2015 KR280
- 2015 KS280
- 2015 KT280
- 2015 KU280
- 2015 KV280
- 2015 KW280
- 2015 KX280
- 2015 KY280
- 2015 KZ280
- 2015 KA281
- 2015 KB281
- 2015 KC281
- 2015 KD281
- 2015 KE281
- 2015 KF281
- 2015 KG281
- 2015 KH281
- 2015 KJ281
- 2015 KK281
- 2015 KL281
- 2015 KM281
- 2015 KN281
- 2015 KO281
- 2015 KP281
- 2015 KQ281
- 2015 KR281
- 2015 KS281
- 2015 KT281
- 2015 KU281
- 2015 KV281
- 2015 KW281
- 2015 KX281
- 2015 KY281
- 2015 KZ281
- 2015 KA282
- 2015 KB282
- 2015 KC282
- 2015 KD282
- 2015 KE282
- 2015 KF282
- 2015 KG282
- 2015 KH282
- 2015 KJ282
- 2015 KK282
- 2015 KL282
- 2015 KM282
- 2015 KN282
- 2015 KO282
- 2015 KP282
- 2015 KQ282
- 2015 KR282
- 2015 KS282
- 2015 KT282
- 2015 KU282
- 2015 KV282
- 2015 KW282
- 2015 KX282
- 2015 KY282
- 2015 KZ282
- 2015 KA283
- 2015 KB283
- 2015 KC283
- 2015 KD283
- 2015 KE283
- 2015 KF283
- 2015 KG283
- 2015 KH283
- 2015 KJ283
- 2015 KK283
- 2015 KL283
- 2015 KM283
- 2015 KN283
- 2015 KO283
- 2015 KP283
- 2015 KQ283
- 2015 KR283
- 2015 KS283
- 2015 KT283
- 2015 KU283
- 2015 KV283
- 2015 KW283
- 2015 KX283
- 2015 KY283
- 2015 KZ283
- 2015 KA284
- 2015 KB284
- 2015 KC284
- 2015 KD284
- 2015 KE284
- 2015 KF284
- 2015 KG284
- 2015 KH284
- 2015 KJ284
- 2015 KK284
- 2015 KL284
- 2015 KM284
- 2015 KN284
- 2015 KO284
- 2015 KP284
- 2015 KQ284
- 2015 KR284
- 2015 KS284
- 2015 KT284
- 2015 KU284
- 2015 KW284
- 2015 KX284
- 2015 KY284
- 2015 KZ284
- 2015 KA285
- 2015 KB285
- 2015 KD285
- 2015 KE285
- 2015 KF285
- 2015 KG285
- 2015 KH285
- 2015 KJ285
- 2015 KK285
- 2015 KL285
- 2015 KM285
- 2015 KN285
- 2015 KO285
- 2015 KP285
- 2015 KQ285
- 2015 KR285
- 2015 KS285
- 2015 KU285
- 2015 KV285
- 2015 KW285
- 2015 KX285
- 2015 KY285
- 2015 KZ285
- 2015 KA286
- 2015 KB286
- 2015 KC286
- 2015 KD286
- 2015 KE286
- 2015 KF286
- 2015 KG286
- 2015 KH286
- 2015 KJ286
- 2015 KK286
- 2015 KL286
- 2015 KM286
- 2015 KN286
- 2015 KO286
- 2015 KP286
- 2015 KQ286
- 2015 KR286
- 2015 KS286
- 2015 KT286
- 2015 KU286
- 2015 KV286
- 2015 KW286
- 2015 KX286
- 2015 KY286
- 2015 KZ286
- 2015 KA287
- 2015 KB287
- 2015 KC287
- 2015 KD287
- 2015 KE287
- 2015 KF287
- 2015 KG287
- 2015 KH287
- 2015 KJ287
- 2015 KK287
- 2015 KL287
- 2015 KM287
- 2015 KN287
- 2015 KO287
- 2015 KP287
- 2015 KQ287
- 2015 KR287
- 2015 KS287
- 2015 KT287
- 2015 KU287
- 2015 KV287
- 2015 KW287
- 2015 KX287
- 2015 KY287
- 2015 KZ287
- 2015 KA288
- 2015 KB288
- 2015 KC288
- 2015 KD288
- 2015 KE288
- 2015 KF288
- 2015 KG288
- 2015 KH288
- 2015 KJ288
- 2015 KK288
- 2015 KL288
- 2015 KM288
- 2015 KN288
- 2015 KO288
- 2015 KP288
- 2015 KQ288
- 2015 KR288
- 2015 KS288
- 2015 KT288
- 2015 KU288
- 2015 KV288
- 2015 KW288
- 2015 KX288
- 2015 KY288
- 2015 KZ288
- 2015 KA289
- 2015 KB289
- 2015 KC289
- 2015 KD289
- 2015 KE289
- 2015 KF289
- 2015 KG289
- 2015 KH289
- 2015 KJ289
- 2015 KK289
- 2015 KL289
- 2015 KM289
- 2015 KN289
- 2015 KO289
- 2015 KP289
- 2015 KQ289
- 2015 KR289
- 2015 KS289
- 2015 KT289
- 2015 KU289
- 2015 KV289
- 2015 KW289
- 2015 KX289
- 2015 KY289
- 2015 KZ289
- 2015 KA290
- 2015 KB290
- 2015 KC290
- 2015 KD290
- 2015 KE290
- 2015 KF290
- 2015 KG290
- 2015 KH290
- 2015 KJ290
- 2015 KK290
- 2015 KL290
- 2015 KM290
- 2015 KN290
- 2015 KO290
- 2015 KP290
- 2015 KQ290
- 2015 KR290
- 2015 KS290
- 2015 KT290
- 2015 KU290
- 2015 KV290
- 2015 KW290
- 2015 KX290
- 2015 KY290
- 2015 KZ290
- 2015 KA291
- 2015 KB291
- 2015 KC291
- 2015 KD291
- 2015 KE291
- 2015 KF291
- 2015 KG291
- 2015 KH291
- 2015 KJ291
- 2015 KK291
- 2015 KL291
- 2015 KM291
- 2015 KN291
- 2015 KO291
- 2015 KP291
- 2015 KQ291
- 2015 KR291
- 2015 KS291
- 2015 KT291
- 2015 KU291
- 2015 KV291
- 2015 KW291
- 2015 KX291
- 2015 KZ291
- 2015 KA292
- 2015 KB292
- 2015 KC292
- 2015 KD292
- 2015 KE292
- 2015 KF292
- 2015 KG292
- 2015 KH292
- 2015 KJ292
- 2015 KK292
- 2015 KL292
- 2015 KM292
- 2015 KN292
- 2015 KO292
- 2015 KP292
- 2015 KQ292
- 2015 KR292
- 2015 KS292
- 2015 KT292
- 2015 KU292
- 2015 KV292
- 2015 KW292
- 2015 KX292
- 2015 KY292
- 2015 KZ292
- 2015 KA293
- 2015 KB293
- 2015 KC293
- 2015 KD293
- 2015 KE293
- 2015 KF293
- 2015 KG293
- 2015 KH293
- 2015 KJ293
- 2015 KK293
- 2015 KL293
- 2015 KM293
- 2015 KN293
- 2015 KO293
- 2015 KP293
- 2015 KQ293
- 2015 KS293
- 2015 KT293
- 2015 KU293
- 2015 KV293
- 2015 KW293
- 2015 KX293
- 2015 KY293
- 2015 KZ293
- 2015 KA294
- 2015 KB294
- 2015 KC294
- 2015 KD294
- 2015 KE294
- 2015 KF294
- 2015 KG294
- 2015 KH294
- 2015 KJ294
- 2015 KK294
- 2015 KL294
- 2015 KM294
- 2015 KN294
- 2015 KO294
- 2015 KP294
- 2015 KQ294
- 2015 KR294
- 2015 KS294
- 2015 KT294
- 2015 KU294
- 2015 KV294
- 2015 KW294
- 2015 KX294
- 2015 KY294
- 2015 KZ294
- 2015 KA295
- 2015 KB295
- 2015 KC295
- 2015 KD295
- 2015 KE295
- 2015 KF295
- 2015 KG295
- 2015 KH295
- 2015 KJ295
- 2015 KK295
- 2015 KL295
- 2015 KN295
- 2015 KO295
- 2015 KP295
- 2015 KQ295
- 2015 KR295
- 2015 KS295
- 2015 KT295
- 2015 KU295
- 2015 KV295
- 2015 KW295
- 2015 KX295
- 2015 KY295
- 2015 KZ295
- 2015 KA296
- 2015 KB296
- 2015 KC296
- 2015 KD296
- 2015 KE296
- 2015 KF296
- 2015 KG296
- 2015 KH296
- 2015 KJ296
- 2015 KK296
- 2015 KL296
- 2015 KM296
- 2015 KN296
- 2015 KO296
- 2015 KP296
- 2015 KR296
- 2015 KS296
- 2015 KT296
- 2015 KU296
- 2015 KV296
- 2015 KW296
- 2015 KX296
- 2015 KY296
- 2015 KZ296
- 2015 KA297
- 2015 KB297
- 2015 KC297
- 2015 KD297
- 2015 KE297
- 2015 KG297
- 2015 KH297
- 2015 KJ297
- 2015 KK297
- 2015 KL297
- 2015 KM297
- 2015 KN297
- 2015 KO297
- 2015 KP297
- 2015 KQ297
- 2015 KR297
- 2015 KS297
- 2015 KT297
- 2015 KU297
- 2015 KV297
- 2015 KW297
- 2015 KX297
- 2015 KY297
- 2015 KZ297
- 2015 KA298
- 2015 KB298
- 2015 KC298
- 2015 KD298
- 2015 KE298
- 2015 KF298
- 2015 KG298
- 2015 KH298
- 2015 KJ298
- 2015 KK298
- 2015 KL298
- 2015 KM298
- 2015 KN298
- 2015 KO298
- 2015 KP298
- 2015 KQ298
- 2015 KR298
- 2015 KS298
- 2015 KT298
- 2015 KU298
- 2015 KV298
- 2015 KW298
- 2015 KX298
- 2015 KY298
- 2015 KZ298
- 2015 KA299
- 2015 KB299
- 2015 KC299
- 2015 KD299
- 2015 KE299
- 2015 KF299
- 2015 KG299
- 2015 KH299
- 2015 KJ299
- 2015 KK299
- 2015 KL299
- 2015 KM299
- 2015 KN299
- 2015 KO299
- 2015 KP299
- 2015 KQ299
- 2015 KR299
- 2015 KS299
- 2015 KT299
- 2015 KU299
- 2015 KV299
- 2015 KW299
- 2015 KX299
- 2015 KY299
- 2015 KZ299
- 2015 KA300
- 2015 KB300
- 2015 KC300
- 2015 KD300
- 2015 KE300
- 2015 KF300
- 2015 KG300
- 2015 KH300
- 2015 KJ300
- 2015 KK300
- 2015 KL300
- 2015 KM300
- 2015 KN300
- 2015 KO300
- 2015 KP300
- 2015 KQ300
- 2015 KR300
- 2015 KS300
- 2015 KT300
- 2015 KU300
- 2015 KV300
- 2015 KW300
- 2015 KX300
- 2015 KY300
- 2015 KZ300
- 2015 KA301
- 2015 KB301
- 2015 KC301
- 2015 KD301
- 2015 KE301
- 2015 KF301
- 2015 KG301
- 2015 KH301
- 2015 KJ301
- 2015 KK301
- 2015 KL301
- 2015 KM301
- 2015 KN301
- 2015 KP301
- 2015 KQ301
- 2015 KR301
- 2015 KS301
- 2015 KT301
- 2015 KU301
- 2015 KV301
- 2015 KW301
- 2015 KX301
- 2015 KY301
- 2015 KZ301
- 2015 KA302
- 2015 KB302
- 2015 KC302
- 2015 KD302
- 2015 KE302
- 2015 KF302
- 2015 KG302
- 2015 KH302
- 2015 KJ302
- 2015 KK302
- 2015 KM302
- 2015 KN302
- 2015 KO302
- 2015 KP302
- 2015 KQ302
- 2015 KR302
- 2015 KS302
- 2015 KT302
- 2015 KU302
- 2015 KV302
- 2015 KW302
- 2015 KY302
- 2015 KZ302
- 2015 KA303
- 2015 KB303
- 2015 KC303
- 2015 KD303
- 2015 KE303
- 2015 KF303
- 2015 KG303
- 2015 KH303
- 2015 KJ303
- 2015 KK303
- 2015 KL303
- 2015 KM303
- 2015 KN303
- 2015 KO303
- 2015 KP303
- 2015 KQ303
- 2015 KR303
- 2015 KS303
- 2015 KT303
- 2015 KU303
- 2015 KV303
- 2015 KW303
- 2015 KX303
- 2015 KY303
- 2015 KZ303
- 2015 KA304
- 2015 KB304
- 2015 KC304
- 2015 KD304
- 2015 KE304
- 2015 KF304
- 2015 KG304
- 2015 KH304
- 2015 KJ304
- 2015 KK304
- 2015 KL304
- 2015 KM304
- 2015 KN304
- 2015 KO304
- 2015 KP304
- 2015 KQ304
- 2015 KR304
- 2015 KS304
- 2015 KT304
- 2015 KU304
- 2015 KV304
- 2015 KW304
- 2015 KX304
- 2015 KY304
- 2015 KZ304
- 2015 KA305
- 2015 KB305
- 2015 KC305
- 2015 KD305
- 2015 KE305
- 2015 KG305
- 2015 KH305
- 2015 KJ305
- 2015 KK305
- 2015 KL305
- 2015 KM305
- 2015 KN305
- 2015 KO305
- 2015 KP305
- 2015 KQ305
- 2015 KR305
- 2015 KT305
- 2015 KU305
- 2015 KV305
- 2015 KW305
- 2015 KX305
- 2015 KY305
- 2015 KZ305
- 2015 KA306
- 2015 KB306
- 2015 KC306
- 2015 KD306
- 2015 KE306
- 2015 KF306
- 2015 KG306
- 2015 KJ306
- 2015 KK306
- 2015 KL306
- 2015 KM306
- 2015 KN306
- 2015 KO306
- 2015 KP306
- 2015 KQ306
- 2015 KR306
- 2015 KS306
- 2015 KT306
- 2015 KU306
- 2015 KV306
- 2015 KW306
- 2015 KX306
- 2015 KY306
- 2015 KZ306
- 2015 KA307
- 2015 KB307
- 2015 KD307
- 2015 KE307
- 2015 KF307
- 2015 KG307
- 2015 KH307
- 2015 KJ307
- 2015 KK307
- 2015 KL307
- 2015 KM307
- 2015 KN307
- 2015 KO307
- 2015 KP307
- 2015 KQ307
- 2015 KR307
- 2015 KS307
- 2015 KT307
- 2015 KU307
- 2015 KV307
- 2015 KW307
- 2015 KX307
- 2015 KY307
- 2015 KZ307
- 2015 KA308
- 2015 KB308
- 2015 KC308
- 2015 KD308
- 2015 KE308
- 2015 KF308
- 2015 KG308
- 2015 KH308
- 2015 KJ308
- 2015 KK308
- 2015 KL308
- 2015 KM308
- 2015 KN308
- 2015 KO308
- 2015 KP308
- 2015 KQ308
- 2015 KR308
- 2015 KS308
- 2015 KT308
- 2015 KU308
- 2015 KV308
- 2015 KW308
- 2015 KX308
- 2015 KY308
- 2015 KZ308
- 2015 KA309
- 2015 KB309
- 2015 KC309
- 2015 KD309
- 2015 KF309
- 2015 KG309
- 2015 KH309
- 2015 KJ309
- 2015 KK309
- 2015 KL309
- 2015 KM309
- 2015 KN309
- 2015 KO309
- 2015 KP309
- 2015 KQ309
- 2015 KR309
- 2015 KS309
- 2015 KT309
- 2015 KU309
- 2015 KV309
- 2015 KW309
- 2015 KY309
- 2015 KZ309
- 2015 KA310
- 2015 KB310
- 2015 KC310
- 2015 KE310
- 2015 KF310
- 2015 KG310
- 2015 KH310
- 2015 KJ310
- 2015 KK310
- 2015 KL310
- 2015 KM310
- 2015 KN310
- 2015 KO310
- 2015 KP310
- 2015 KR310
- 2015 KS310
- 2015 KT310
- 2015 KU310
- 2015 KV310
- 2015 KW310
- 2015 KX310
- 2015 KY310
- 2015 KZ310
- 2015 KA311
- 2015 KB311
- 2015 KC311
- 2015 KD311
- 2015 KE311
- 2015 KF311
- 2015 KG311
- 2015 KH311
- 2015 KJ311
- 2015 KL311
- 2015 KM311
- 2015 KN311
- 2015 KO311
- 2015 KP311
- 2015 KQ311
- 2015 KR311
- 2015 KT311
- 2015 KU311
- 2015 KV311
- 2015 KW311
- 2015 KX311
- 2015 KY311
- 2015 KZ311
- 2015 KA312
- 2015 KB312
- 2015 KC312
- 2015 KE312
- 2015 KF312
- 2015 KG312
- 2015 KH312
- 2015 KJ312
- 2015 KK312
- 2015 KL312
- 2015 KM312
- 2015 KO312
- 2015 KP312
- 2015 KQ312
- 2015 KR312
- 2015 KS312
- 2015 KT312
- 2015 KV312
- 2015 KW312
- 2015 KX312
- 2015 KY312
- 2015 KZ312
- 2015 KA313
- 2015 KB313
- 2015 KC313
- 2015 KD313
- 2015 KE313
- 2015 KF313
- 2015 KG313
- 2015 KH313
- 2015 KJ313
- 2015 KK313
- 2015 KL313
- 2015 KN313
- 2015 KO313
- 2015 KP313
- 2015 KQ313
- 2015 KR313
- 2015 KS313
- 2015 KT313
- 2015 KU313
- 2015 KV313
- 2015 KW313
- 2015 KX313
- 2015 KY313
- 2015 KZ313
- 2015 KA314
- 2015 KB314
- 2015 KC314
- 2015 KD314
- 2015 KF314
- 2015 KG314
- 2015 KH314
- 2015 KJ314
- 2015 KK314
- 2015 KL314
- 2015 KM314
- 2015 KN314
- 2015 KO314
- 2015 KP314
- 2015 KQ314
- 2015 KR314
- 2015 KS314
- 2015 KT314
- 2015 KU314
- 2015 KV314
- 2015 KW314
- 2015 KX314
- 2015 KY314
- 2015 KZ314
- 2015 KA315
- 2015 KB315
- 2015 KC315
- 2015 KD315
- 2015 KE315
- 2015 KF315
- 2015 KG315
- 2015 KH315
- 2015 KJ315
- 2015 KK315
- 2015 KL315
- 2015 KM315
- 2015 KN315
- 2015 KO315
- 2015 KP315
- 2015 KQ315
- 2015 KR315
- 2015 KS315
- 2015 KT315
- 2015 KU315
- 2015 KV315
- 2015 KW315
- 2015 KX315
- 2015 KY315
- 2015 KZ315
- 2015 KA316
- 2015 KB316
- 2015 KC316
- 2015 KD316
- 2015 KE316
- 2015 KF316
- 2015 KG316
- 2015 KH316
- 2015 KJ316
- 2015 KK316
- 2015 KL316
- 2015 KM316
- 2015 KN316
- 2015 KO316
- 2015 KP316
- 2015 KQ316
- 2015 KS316
- 2015 KT316
- 2015 KU316
- 2015 KV316
- 2015 KW316
- 2015 KX316
- 2015 KY316
- 2015 KZ316
- 2015 KA317
- 2015 KB317
- 2015 KC317
- 2015 KE317
- 2015 KF317
- 2015 KG317
- 2015 KH317
- 2015 KJ317
- 2015 KK317
- 2015 KL317
- 2015 KM317
- 2015 KN317
- 2015 KO317
- 2015 KP317
- 2015 KR317
- 2015 KS317
- 2015 KT317
- 2015 KU317
- 2015 KV317
- 2015 KW317
- 2015 KX317
- 2015 KY317
- 2015 KA318
- 2015 KB318
- 2015 KC318
- 2015 KD318
- 2015 KE318
- 2015 KF318
- 2015 KG318
- 2015 KH318
- 2015 KJ318
- 2015 KK318
- 2015 KL318
- 2015 KM318
- 2015 KN318
- 2015 KO318
- 2015 KQ318
- 2015 KR318
- 2015 KS318
- 2015 KT318
- 2015 KU318
- 2015 KV318
- 2015 KW318
- 2015 KX318
- 2015 KY318
- 2015 KZ318
- 2015 KA319
- 2015 KC319
- 2015 KD319
- 2015 KE319
- 2015 KG319
- 2015 KJ319
- 2015 KL319
- 2015 KM319
- 2015 KN319
- 2015 KO319
- 2015 KP319
- 2015 KQ319
- 2015 KR319
- 2015 KS319
- 2015 KT319
- 2015 KU319
- 2015 KV319
- 2015 KW319
- 2015 KX319
- 2015 KY319
- 2015 KZ319
- 2015 KA320
- 2015 KB320
- 2015 KC320
- 2015 KD320
- 2015 KE320
- 2015 KF320
- 2015 KG320
- 2015 KH320
- 2015 KJ320
- 2015 KK320
- 2015 KL320
- 2015 KM320
- 2015 KN320
- 2015 KO320
- 2015 KP320
- 2015 KQ320
- 2015 KR320
- 2015 KS320
- 2015 KT320
- 2015 KU320
- 2015 KV320
- 2015 KW320
- 2015 KX320
- 2015 KY320
- 2015 KZ320
- 2015 KA321
- 2015 KB321
- 2015 KC321
- 2015 KD321
- 2015 KE321
- 2015 KF321
- 2015 KG321
- 2015 KH321
- 2015 KJ321
- 2015 KK321
- 2015 KL321
- 2015 KM321
- 2015 KN321
- 2015 KO321
- 2015 KQ321
- 2015 KR321
- 2015 KS321
- 2015 KT321
- 2015 KU321
- 2015 KV321
- 2015 KW321
- 2015 KY321
- 2015 KZ321
- 2015 KB322
- 2015 KC322
- 2015 KD322
- 2015 KE322
- 2015 KF322
- 2015 KH322
- 2015 KJ322
- 2015 KK322
- 2015 KL322
- 2015 KM322
- 2015 KN322
- 2015 KO322
- 2015 KP322
- 2015 KQ322
- 2015 KR322
- 2015 KS322
- 2015 KT322
- 2015 KV322
- 2015 KW322
- 2015 KX322
- 2015 KY322
- 2015 KB323
- 2015 KC323
- 2015 KE323
- 2015 KG323
- 2015 KJ323
- 2015 KK323
- 2015 KL323
- 2015 KM323
- 2015 KN323
- 2015 KO323
- 2015 KP323
- 2015 KQ323
- 2015 KR323
- 2015 KS323
- 2015 KT323
- 2015 KU323
- 2015 KV323
- 2015 KW323
- 2015 KX323
- 2015 KZ323
- 2015 KA324
- 2015 KB324
- 2015 KC324
- 2015 KE324
- 2015 KG324
- 2015 KH324
- 2015 KK324
- 2015 KL324
- 2015 KM324
- 2015 KN324
- 2015 KO324
- 2015 KP324
- 2015 KQ324
- 2015 KR324
- 2015 KS324
- 2015 KT324
- 2015 KU324
- 2015 KV324
- 2015 KW324
- 2015 KY324
- 2015 KZ324
- 2015 KB325
- 2015 KC325
- 2015 KD325
- 2015 KE325
- 2015 KF325
- 2015 KG325
- 2015 KH325
- 2015 KJ325
- 2015 KK325
- 2015 KL325
- 2015 KM325
- 2015 KN325
- 2015 KO325
- 2015 KS325
- 2015 KT325
- 2015 KV325
- 2015 KW325
- 2015 KX325
- 2015 KZ325
- 2015 KA326
- 2015 KB326
- 2015 KC326
- 2015 KD326
- 2015 KE326
- 2015 KF326
- 2015 KG326
- 2015 KJ326
- 2015 KK326
- 2015 KL326
- 2015 KM326
- 2015 KO326
- 2015 KP326
- 2015 KQ326
- 2015 KR326
- 2015 KS326
- 2015 KT326
- 2015 KU326
- 2015 KV326
- 2015 KW326
- 2015 KX326
- 2015 KY326
- 2015 KZ326
- 2015 KA327
- 2015 KB327
- 2015 KC327
- 2015 KD327
- 2015 KE327
- 2015 KF327
- 2015 KH327
- 2015 KJ327
- 2015 KK327
- 2015 KL327
- 2015 KM327
- 2015 KN327
- 2015 KO327
- 2015 KP327
- 2015 KR327
- 2015 KS327
- 2015 KT327
- 2015 KU327
- 2015 KV327
- 2015 KW327
- 2015 KX327
- 2015 KY327
- 2015 KZ327
- 2015 KB328
- 2015 KC328
- 2015 KD328
- 2015 KE328
- 2015 KF328
- 2015 KH328
- 2015 KJ328
- 2015 KK328
- 2015 KL328
- 2015 KN328
- 2015 KO328
- 2015 KP328
- 2015 KQ328
- 2015 KR328
- 2015 KS328
- 2015 KT328
- 2015 KU328
- 2015 KV328
- 2015 KW328
- 2015 KX328
- 2015 KY328
- 2015 KZ328
- 2015 KB329
- 2015 KC329
- 2015 KD329
- 2015 KE329
- 2015 KF329
- 2015 KG329
- 2015 KH329
- 2015 KJ329
- 2015 KK329
- 2015 KM329
- 2015 KN329
- 2015 KO329
- 2015 KP329
- 2015 KQ329
- 2015 KR329
- 2015 KS329
- 2015 KT329
- 2015 KU329
- 2015 KV329
- 2015 KW329
- 2015 KX329
- 2015 KY329
- 2015 KZ329
- 2015 KB330
- 2015 KC330
- 2015 KD330
- 2015 KE330
- 2015 KF330
- 2015 KG330
- 2015 KJ330
- 2015 KK330
- 2015 KM330
- 2015 KN330
- 2015 KO330
- 2015 KP330
- 2015 KQ330
- 2015 KR330
- 2015 KS330
- 2015 KT330
- 2015 KV330
- 2015 KW330
- 2015 KX330
- 2015 KY330
- 2015 KZ330
- 2015 KA331
- 2015 KB331
- 2015 KC331
- 2015 KD331
- 2015 KE331
- 2015 KF331
- 2015 KG331
- 2015 KJ331
- 2015 KK331
- 2015 KL331
- 2015 KM331
- 2015 KN331
- 2015 KO331
- 2015 KP331
- 2015 KQ331
- 2015 KS331
- 2015 KT331
- 2015 KU331
- 2015 KV331
- 2015 KW331
- 2015 KX331
- 2015 KY331
- 2015 KZ331
- 2015 KA332
- 2015 KB332
- 2015 KC332
- 2015 KD332
- 2015 KE332
- 2015 KF332
- 2015 KG332
- 2015 KH332
- 2015 KJ332
- 2015 KK332
- 2015 KL332
- 2015 KM332
- 2015 KN332
- 2015 KO332
- 2015 KP332
- 2015 KQ332
- 2015 KR332
- 2015 KS332
- 2015 KT332
- 2015 KU332
- 2015 KV332
- 2015 KW332
- 2015 KX332
- 2015 KZ332
- 2015 KA333
- 2015 KB333
- 2015 KC333
- 2015 KD333
- 2015 KE333
- 2015 KF333
- 2015 KG333
- 2015 KH333
- 2015 KJ333
- 2015 KK333
- 2015 KL333
- 2015 KM333
- 2015 KN333
- 2015 KO333
- 2015 KP333
- 2015 KQ333
- 2015 KR333
- 2015 KS333
- 2015 KT333
- 2015 KU333
- 2015 KV333
- 2015 KW333
- 2015 KX333
- 2015 KZ333
- 2015 KA334
- 2015 KB334
- 2015 KC334
- 2015 KD334
- 2015 KF334
- 2015 KG334
- 2015 KH334
- 2015 KJ334
- 2015 KK334
- 2015 KM334
- 2015 KO334
- 2015 KP334
- 2015 KQ334
- 2015 KR334
- 2015 KS334
- 2015 KT334
- 2015 KU334
- 2015 KV334
- 2015 KW334
- 2015 KX334
- 2015 KY334
- 2015 KZ334
- 2015 KA335
- 2015 KB335
- 2015 KC335
- 2015 KD335
- 2015 KE335
- 2015 KF335
- 2015 KG335
- 2015 KH335
- 2015 KJ335
- 2015 KK335
- 2015 KL335
- 2015 KM335
- 2015 KN335
- 2015 KO335
- 2015 KP335
- 2015 KQ335
- 2015 KR335
- 2015 KS335
- 2015 KT335
- 2015 KU335
- 2015 KV335
- 2015 KW335
- 2015 KX335
- 2015 KY335
- 2015 KZ335
- 2015 KA336
- 2015 KB336
- 2015 KC336
- 2015 KD336
- 2015 KE336
- 2015 KF336
- 2015 KG336
- 2015 KH336
- 2015 KJ336
- 2015 KK336
- 2015 KL336
- 2015 KM336
- 2015 KN336
- 2015 KO336
- 2015 KP336
- 2015 KQ336
- 2015 KR336
- 2015 KS336
- 2015 KT336
- 2015 KU336
- 2015 KV336
- 2015 KW336
- 2015 KX336
- 2015 KY336
- 2015 KZ336
- 2015 KA337
- 2015 KB337
- 2015 KC337
- 2015 KD337
- 2015 KE337
- 2015 KF337
- 2015 KG337
- 2015 KH337
- 2015 KJ337
- 2015 KK337
- 2015 KL337
- 2015 KM337
- 2015 KN337
- 2015 KP337
- 2015 KQ337
- 2015 KR337
- 2015 KS337
- 2015 KT337
- 2015 KU337
- 2015 KV337
- 2015 KW337
- 2015 KX337
- 2015 KY337
- 2015 KZ337
- 2015 KA338
- 2015 KB338
- 2015 KC338
- 2015 KD338
- 2015 KF338
- 2015 KG338
- 2015 KH338
- 2015 KJ338
- 2015 KK338
- 2015 KL338
- 2015 KM338
- 2015 KN338
- 2015 KO338
- 2015 KP338
- 2015 KQ338
- 2015 KS338
- 2015 KT338
- 2015 KU338
- 2015 KV338
- 2015 KW338
- 2015 KX338
- 2015 KY338
- 2015 KZ338
- 2015 KA339
- 2015 KB339
- 2015 KC339
- 2015 KD339
- 2015 KE339
- 2015 KF339
- 2015 KG339
- 2015 KH339
- 2015 KJ339
- 2015 KK339
- 2015 KL339
- 2015 KM339
- 2015 KN339
- 2015 KO339
- 2015 KP339
- 2015 KQ339
- 2015 KR339
- 2015 KS339
- 2015 KT339
- 2015 KU339
- 2015 KV339
- 2015 KW339
- 2015 KX339
- 2015 KY339
- 2015 KZ339
- 2015 KA340
- 2015 KB340
- 2015 KC340
- 2015 KD340
- 2015 KE340
- 2015 KF340
- 2015 KG340
- 2015 KH340
- 2015 KJ340
- 2015 KK340
- 2015 KL340
- 2015 KM340
- 2015 KN340
- 2015 KO340
- 2015 KP340
- 2015 KQ340
- 2015 KR340
- 2015 KS340
- 2015 KT340
- 2015 KU340
- 2015 KV340
- 2015 KW340
- 2015 KX340
- 2015 KY340
- 2015 KZ340
- 2015 KA341
- 2015 KB341
- 2015 KC341
- 2015 KD341
- 2015 KE341
- 2015 KF341
- 2015 KG341
- 2015 KJ341
- 2015 KK341
- 2015 KL341
- 2015 KM341
- 2015 KN341
- 2015 KO341
- 2015 KP341
- 2015 KQ341
- 2015 KR341
- 2015 KS341
- 2015 KT341
- 2015 KU341
- 2015 KV341
- 2015 KW341
- 2015 KX341
- 2015 KY341
- 2015 KZ341
- 2015 KA342
- 2015 KB342
- 2015 KC342
- 2015 KD342
- 2015 KE342
- 2015 KF342
- 2015 KG342
- 2015 KH342
- 2015 KJ342
- 2015 KK342
- 2015 KL342
- 2015 KM342
- 2015 KN342
- 2015 KO342
- 2015 KP342
- 2015 KQ342
- 2015 KR342
- 2015 KS342
- 2015 KT342
- 2015 KU342
- 2015 KV342
- 2015 KW342
- 2015 KX342
- 2015 KY342
- 2015 KZ342
- 2015 KA343
- 2015 KB343
- 2015 KC343
- 2015 KD343
- 2015 KE343
- 2015 KG343
- 2015 KH343
- 2015 KJ343
- 2015 KK343
- 2015 KL343
- 2015 KN343
- 2015 KO343
- 2015 KP343
- 2015 KR343
- 2015 KS343
- 2015 KT343
- 2015 KU343
- 2015 KV343
- 2015 KW343
- 2015 KX343
- 2015 KY343
- 2015 KZ343
- 2015 KA344
- 2015 KB344
- 2015 KC344
- 2015 KD344
- 2015 KE344
- 2015 KF344
- 2015 KH344
- 2015 KJ344
- 2015 KK344
- 2015 KL344
- 2015 KM344
- 2015 KN344
- 2015 KO344
- 2015 KP344
- 2015 KQ344
- 2015 KR344
- 2015 KS344
- 2015 KT344
- 2015 KU344
- 2015 KV344
- 2015 KW344
- 2015 KX344
- 2015 KY344
- 2015 KZ344
- 2015 KA345
- 2015 KB345
- 2015 KC345
- 2015 KD345
- 2015 KE345
- 2015 KF345
- 2015 KG345
- 2015 KH345
- 2015 KJ345
- 2015 KK345
- 2015 KL345
- 2015 KM345
- 2015 KN345
- 2015 KO345
- 2015 KP345
- 2015 KQ345
- 2015 KR345
- 2015 KS345
- 2015 KT345
- 2015 KU345
- 2015 KV345
- 2015 KW345
- 2015 KX345
- 2015 KY345
- 2015 KZ345
- 2015 KA346
- 2015 KB346
- 2015 KC346
- 2015 KD346
- 2015 KE346
- 2015 KF346
- 2015 KG346
- 2015 KH346
- 2015 KJ346
- 2015 KK346
- 2015 KL346
- 2015 KM346
- 2015 KN346
- 2015 KO346
- 2015 KP346
- 2015 KS346
- 2015 KT346
- 2015 KU346
- 2015 KV346
- 2015 KX346
- 2015 KY346
- 2015 KZ346
- 2015 KA347
- 2015 KB347
- 2015 KC347
- 2015 KD347
- 2015 KE347
- 2015 KF347
- 2015 KG347
- 2015 KH347
- 2015 KJ347
- 2015 KK347
- 2015 KL347
- 2015 KM347
- 2015 KN347
- 2015 KO347
- 2015 KP347
- 2015 KQ347
- 2015 KR347
- 2015 KS347
- 2015 KT347
- 2015 KU347
- 2015 KV347
- 2015 KW347
- 2015 KX347
- 2015 KY347
- 2015 KZ347
- 2015 KA348
- 2015 KB348
- 2015 KC348
- 2015 KD348
- 2015 KE348
- 2015 KF348
- 2015 KG348
- 2015 KH348
- 2015 KJ348
- 2015 KK348
- 2015 KL348
- 2015 KM348
- 2015 KN348
- 2015 KO348
- 2015 KP348
- 2015 KQ348
- 2015 KR348
- 2015 KS348
- 2015 KT348
- 2015 KU348
- 2015 KV348
- 2015 KW348
- 2015 KX348
- 2015 KY348
- 2015 KZ348
- 2015 KA349
- 2015 KB349
- 2015 KC349
- 2015 KD349
- 2015 KE349
- 2015 KF349
- 2015 KG349
- 2015 KH349
- 2015 KJ349
- 2015 KK349
- 2015 KL349
- 2015 KM349
- 2015 KN349
- 2015 KO349
- 2015 KP349
- 2015 KQ349
- 2015 KR349
- 2015 KS349
- 2015 KT349
- 2015 KU349
- 2015 KV349
- 2015 KW349
- 2015 KX349
- 2015 KY349
- 2015 KZ349
- 2015 KA350
- 2015 KB350
- 2015 KC350
- 2015 KD350
- 2015 KE350
- 2015 KF350
- 2015 KG350
- 2015 KH350
- 2015 KJ350
- 2015 KK350
- 2015 KL350
- 2015 KM350
- 2015 KN350
- 2015 KO350
- 2015 KP350
- 2015 KQ350
- 2015 KR350
- 2015 KS350
- 2015 KT350
- 2015 KU350
- 2015 KV350
- 2015 KW350
- 2015 KX350
- 2015 KZ350
- 2015 KA351
- 2015 KB351
- 2015 KC351
- 2015 KD351
- 2015 KE351
- 2015 KF351
- 2015 KG351
- 2015 KH351
- 2015 KJ351
- 2015 KK351
- 2015 KL351
- 2015 KM351
- 2015 KN351
- 2015 KO351
- 2015 KP351
- 2015 KQ351
- 2015 KR351
- 2015 KS351
- 2015 KT351
- 2015 KU351
- 2015 KV351
- 2015 KW351
- 2015 KX351
- 2015 KY351
- 2015 KZ351
- 2015 KA352
- 2015 KB352
- 2015 KD352
- 2015 KE352
- 2015 KF352
- 2015 KG352
- 2015 KH352
- 2015 KJ352
- 2015 KK352
- 2015 KL352
- 2015 KM352
- 2015 KN352
- 2015 KO352
- 2015 KP352
- 2015 KQ352
- 2015 KR352
- 2015 KS352
- 2015 KT352
- 2015 KU352
- 2015 KV352
- 2015 KW352
- 2015 KY352
- 2015 KZ352
- 2015 KA353
- 2015 KB353
- 2015 KC353
- 2015 KD353
- 2015 KE353
- 2015 KF353
- 2015 KH353
- 2015 KJ353
- 2015 KK353
- 2015 KL353
- 2015 KM353
- 2015 KN353
- 2015 KO353
- 2015 KP353
- 2015 KQ353
- 2015 KR353
- 2015 KS353
- 2015 KT353
- 2015 KU353
- 2015 KV353
- 2015 KW353
- 2015 KX353
- 2015 KY353
- 2015 KZ353
- 2015 KA354
- 2015 KB354
- 2015 KC354
- 2015 KD354
- 2015 KE354
- 2015 KF354
- 2015 KG354
- 2015 KH354
- 2015 KJ354
- 2015 KK354
- 2015 KL354
- 2015 KM354
- 2015 KN354
- 2015 KO354
- 2015 KP354
- 2015 KQ354
- 2015 KR354
- 2015 KS354
- 2015 KT354
- 2015 KU354
- 2015 KV354
- 2015 KW354
- 2015 KX354
- 2015 KY354
- 2015 KZ354
- 2015 KA355
- 2015 KB355
- 2015 KC355
- 2015 KD355
- 2015 KE355
- 2015 KF355
- 2015 KG355
- 2015 KH355
- 2015 KJ355
- 2015 KK355
- 2015 KL355
- 2015 KM355
- 2015 KN355
- 2015 KO355
- 2015 KP355
- 2015 KQ355
- 2015 KR355
- 2015 KS355
- 2015 KT355
- 2015 KU355
- 2015 KV355
- 2015 KW355
- 2015 KX355
- 2015 KY355
- 2015 KZ355
- 2015 KA356
- 2015 KB356
- 2015 KC356
- 2015 KD356
- 2015 KE356
- 2015 KG356
- 2015 KH356
- 2015 KJ356
- 2015 KL356
- 2015 KM356
- 2015 KN356
- 2015 KO356
- 2015 KP356
- 2015 KQ356
- 2015 KR356
- 2015 KS356
- 2015 KT356
- 2015 KU356
- 2015 KV356
- 2015 KW356
- 2015 KX356
- 2015 KY356
- 2015 KZ356
- 2015 KA357
- 2015 KB357
- 2015 KC357
- 2015 KD357
- 2015 KE357
- 2015 KF357
- 2015 KG357
- 2015 KH357
- 2015 KJ357
- 2015 KK357
- 2015 KL357
- 2015 KM357
- 2015 KN357
- 2015 KO357
- 2015 KP357
- 2015 KQ357
- 2015 KR357
- 2015 KS357
- 2015 KT357
- 2015 KU357
- 2015 KV357
- 2015 KW357
- 2015 KX357
- 2015 KY357
- 2015 KZ357
- 2015 KA358
- 2015 KB358
- 2015 KC358
- 2015 KD358
- 2015 KE358
- 2015 KF358
- 2015 KG358
- 2015 KH358
- 2015 KJ358
- 2015 KK358
- 2015 KL358
- 2015 KM358
- 2015 KN358
- 2015 KO358
- 2015 KP358
- 2015 KQ358
- 2015 KR358
- 2015 KS358
- 2015 KT358
- 2015 KU358
- 2015 KV358
- 2015 KW358
- 2015 KX358
- 2015 KY358
- 2015 KZ358
- 2015 KA359
- 2015 KB359
- 2015 KC359
- 2015 KD359
- 2015 KE359
- 2015 KF359
- 2015 KG359
- 2015 KH359
- 2015 KJ359
- 2015 KK359
- 2015 KL359
- 2015 KM359
- 2015 KN359
- 2015 KO359
- 2015 KQ359
- 2015 KR359
- 2015 KS359
- 2015 KT359
- 2015 KU359
- 2015 KV359
- 2015 KX359
- 2015 KY359
- 2015 KZ359
- 2015 KA360
- 2015 KB360
- 2015 KC360
- 2015 KD360
- 2015 KE360
- 2015 KF360
- 2015 KH360
- 2015 KJ360
- 2015 KK360
- 2015 KL360
- 2015 KM360
- 2015 KN360
- 2015 KO360
- 2015 KP360
- 2015 KQ360
- 2015 KR360
- 2015 KS360
- 2015 KT360
- 2015 KU360
- 2015 KV360
- 2015 KW360
- 2015 KX360
- 2015 KY360
- 2015 KZ360
- 2015 KA361
- 2015 KB361
- 2015 KC361
- 2015 KE361
- 2015 KF361
- 2015 KG361
- 2015 KH361
- 2015 KJ361
- 2015 KK361
- 2015 KL361
- 2015 KM361
- 2015 KN361
- 2015 KO361
- 2015 KP361
- 2015 KQ361
- 2015 KR361
- 2015 KS361
- 2015 KT361
- 2015 KU361
- 2015 KV361
- 2015 KW361
- 2015 KX361
- 2015 KY361
- 2015 KZ361
- 2015 KA362
- 2015 KB362
- 2015 KC362
- 2015 KD362
- 2015 KE362
- 2015 KF362
- 2015 KG362
- 2015 KH362
- 2015 KJ362
- 2015 KK362
- 2015 KL362
- 2015 KM362
- 2015 KN362
- 2015 KO362
- 2015 KP362
- 2015 KQ362
- 2015 KR362
- 2015 KS362
- 2015 KT362
- 2015 KU362
- 2015 KV362
- 2015 KW362
- 2015 KX362
- 2015 KY362
- 2015 KZ362
- 2015 KA363
- 2015 KB363
- 2015 KC363
- 2015 KD363
- 2015 KE363
- 2015 KF363
- 2015 KG363
- 2015 KH363
- 2015 KJ363
- 2015 KK363
- 2015 KL363
- 2015 KM363
- 2015 KN363
- 2015 KO363
- 2015 KP363
- 2015 KQ363
- 2015 KR363
- 2015 KS363
- 2015 KT363
- 2015 KU363
- 2015 KV363
- 2015 KW363
- 2015 KX363
- 2015 KY363
- 2015 KZ363
- 2015 KA364
- 2015 KB364
- 2015 KD364
- 2015 KE364
- 2015 KF364
- 2015 KH364
- 2015 KJ364
- 2015 KK364
- 2015 KL364
- 2015 KM364
- 2015 KN364
- 2015 KO364
- 2015 KP364
- 2015 KQ364
- 2015 KR364
- 2015 KS364
- 2015 KT364
- 2015 KV364
- 2015 KW364
- 2015 KX364
- 2015 KY364
- 2015 KZ364
- 2015 KA365
- 2015 KB365
- 2015 KC365
- 2015 KE365
- 2015 KF365
- 2015 KG365
- 2015 KH365
- 2015 KJ365
- 2015 KK365
- 2015 KL365
- 2015 KM365
- 2015 KN365
- 2015 KO365
- 2015 KP365
- 2015 KQ365
- 2015 KR365
- 2015 KS365
- 2015 KT365
- 2015 KU365
- 2015 KV365
- 2015 KW365
- 2015 KX365
- 2015 KY365
- 2015 KZ365
- 2015 KA366
- 2015 KB366
- 2015 KC366
- 2015 KD366
- 2015 KE366
- 2015 KG366
- 2015 KH366
- 2015 KK366
- 2015 KL366
- 2015 KM366
- 2015 KN366
- 2015 KP366
- 2015 KQ366
- 2015 KR366
- 2015 KT366
- 2015 KU366
- 2015 KV366
- 2015 KW366
- 2015 KX366
- 2015 KY366
- 2015 KZ366
- 2015 KA367
- 2015 KB367
- 2015 KC367
- 2015 KE367
- 2015 KF367
- 2015 KG367
- 2015 KH367
- 2015 KJ367
- 2015 KK367
- 2015 KL367
- 2015 KM367
- 2015 KN367
- 2015 KO367
- 2015 KP367
- 2015 KQ367
- 2015 KR367
- 2015 KS367
- 2015 KT367
- 2015 KU367
- 2015 KV367
- 2015 KW367
- 2015 KX367
- 2015 KZ367
- 2015 KA368
- 2015 KB368
- 2015 KC368
- 2015 KD368
- 2015 KE368
- 2015 KF368
- 2015 KG368
- 2015 KJ368
- 2015 KK368
- 2015 KL368
- 2015 KP368
- 2015 KQ368
- 2015 KR368
- 2015 KS368
- 2015 KX368
- 2015 KY368
- 2015 KZ368
- 2015 KA369
- 2015 KB369
- 2015 KC369
- 2015 KD369
- 2015 KE369
- 2015 KF369
- 2015 KH369
- 2015 KJ369
- 2015 KK369
- 2015 KM369
- 2015 KN369
- 2015 KO369
- 2015 KP369
- 2015 KR369
- 2015 KS369
- 2015 KT369
- 2015 KU369
- 2015 KV369
- 2015 KW369
- 2015 KX369
- 2015 KY369
- 2015 KZ369
- 2015 KA370
- 2015 KC370
- 2015 KD370
- 2015 KE370
- 2015 KF370
- 2015 KH370
- 2015 KJ370
- 2015 KK370
- 2015 KL370
- 2015 KM370
- 2015 KO370
- 2015 KP370
- 2015 KQ370
- 2015 KR370
- 2015 KS370
- 2015 KT370
- 2015 KU370
- 2015 KV370
- 2015 KW370
- 2015 KX370
- 2015 KY370
- 2015 KZ370
- 2015 KA371
- 2015 KB371
- 2015 KC371
- 2015 KD371
- 2015 KE371
- 2015 KF371
- 2015 KG371
- 2015 KH371
- 2015 KJ371
- 2015 KK371
- 2015 KL371
- 2015 KM371
- 2015 KN371
- 2015 KO371
- 2015 KP371
- 2015 KQ371
- 2015 KR371
- 2015 KS371
- 2015 KT371
- 2015 KU371
- 2015 KV371
- 2015 KW371
- 2015 KX371
- 2015 KY371
- 2015 KZ371
- 2015 KA372
- 2015 KB372
- 2015 KC372
- 2015 KD372
- 2015 KE372
- 2015 KF372
- 2015 KG372
- 2015 KH372
- 2015 KK372
- 2015 KM372
- 2015 KN372
- 2015 KO372
- 2015 KP372
- 2015 KR372
- 2015 KS372
- 2015 KT372
- 2015 KU372
- 2015 KV372
- 2015 KW372
- 2015 KX372
- 2015 KY372
- 2015 KZ372
- 2015 KA373
- 2015 KB373
- 2015 KC373
- 2015 KD373
- 2015 KE373
- 2015 KF373
- 2015 KG373
- 2015 KH373
- 2015 KJ373
- 2015 KK373
- 2015 KL373
- 2015 KN373
- 2015 KO373
- 2015 KP373
- 2015 KQ373
- 2015 KR373
- 2015 KS373
- 2015 KT373
- 2015 KU373
- 2015 KV373
- 2015 KW373
- 2015 KX373
- 2015 KY373
- 2015 KZ373
- 2015 KA374
- 2015 KB374
- 2015 KC374
- 2015 KD374
- 2015 KE374
- 2015 KF374
- 2015 KG374
- 2015 KH374
- 2015 KJ374
- 2015 KK374
- 2015 KM374
- 2015 KN374
- 2015 KO374
- 2015 KP374
- 2015 KQ374
- 2015 KR374
- 2015 KS374
- 2015 KT374
- 2015 KU374
- 2015 KV374
- 2015 KW374
- 2015 KX374
- 2015 KY374
- 2015 KZ374
- 2015 KA375
- 2015 KB375
- 2015 KC375
- 2015 KE375
- 2015 KF375
- 2015 KG375
- 2015 KH375
- 2015 KJ375
- 2015 KK375
- 2015 KL375
- 2015 KM375
- 2015 KN375
- 2015 KO375
- 2015 KP375
- 2015 KQ375
- 2015 KR375
- 2015 KS375
- 2015 KT375
- 2015 KU375
- 2015 KV375
- 2015 KW375
- 2015 KX375
- 2015 KY375
- 2015 KZ375
- 2015 KA376
- 2015 KB376
- 2015 KC376
- 2015 KE376
- 2015 KF376
- 2015 KG376
- 2015 KH376
- 2015 KJ376
- 2015 KK376
- 2015 KL376
- 2015 KM376
- 2015 KN376
- 2015 KO376
- 2015 KP376
- 2015 KQ376
- 2015 KR376
- 2015 KS376
- 2015 KT376
- 2015 KU376
- 2015 KV376
- 2015 KW376
- 2015 KX376
- 2015 KY376
- 2015 KZ376
- 2015 KA377
- 2015 KB377
- 2015 KC377
- 2015 KD377
- 2015 KE377
- 2015 KF377
- 2015 KG377
- 2015 KH377
- 2015 KJ377
- 2015 KK377
- 2015 KL377
- 2015 KM377
- 2015 KN377
- 2015 KO377
- 2015 KP377
- 2015 KQ377
- 2015 KR377
- 2015 KS377
- 2015 KT377
- 2015 KU377
- 2015 KV377
- 2015 KW377
- 2015 KX377
- 2015 KY377
- 2015 KZ377
- 2015 KA378
- 2015 KB378
- 2015 KC378
- 2015 KD378
- 2015 KE378
- 2015 KF378
- 2015 KG378
- 2015 KH378
- 2015 KJ378
- 2015 KK378
- 2015 KL378
- 2015 KM378
- 2015 KN378
- 2015 KO378
- 2015 KP378
- 2015 KQ378
- 2015 KR378
- 2015 KS378
- 2015 KT378
- 2015 KU378
- 2015 KV378
- 2015 KW378
- 2015 KX378
- 2015 KY378
- 2015 KZ378
- 2015 KA379
- 2015 KB379
- 2015 KC379
- 2015 KD379
- 2015 KE379
- 2015 KF379
- 2015 KG379
- 2015 KH379
- 2015 KJ379
- 2015 KK379
- 2015 KL379
- 2015 KM379
- 2015 KN379
- 2015 KO379
- 2015 KP379
- 2015 KQ379
- 2015 KR379
- 2015 KS379
- 2015 KT379
- 2015 KU379
- 2015 KV379
- 2015 KW379
- 2015 KX379
- 2015 KY379
- 2015 KZ379
- 2015 KA380
- 2015 KB380
- 2015 KC380
- 2015 KD380
- 2015 KE380
- 2015 KF380
- 2015 KG380
- 2015 KH380
- 2015 KJ380
- 2015 KK380
- 2015 KL380
- 2015 KN380
- 2015 KO380
- 2015 KP380
- 2015 KQ380
- 2015 KR380
- 2015 KS380
- 2015 KT380
- 2015 KU380
- 2015 KV380
- 2015 KW380
- 2015 KX380
- 2015 KY380
- 2015 KA381
- 2015 KB381
- 2015 KC381
- 2015 KD381
- 2015 KE381
- 2015 KF381
- 2015 KG381
- 2015 KH381
- 2015 KJ381
- 2015 KK381
- 2015 KL381
- 2015 KM381
- 2015 KN381
- 2015 KO381
- 2015 KP381
- 2015 KQ381
- 2015 KR381
- 2015 KS381
- 2015 KT381
- 2015 KU381
- 2015 KV381
- 2015 KW381
- 2015 KX381
- 2015 KY381
- 2015 KZ381
- 2015 KA382
- 2015 KB382
- 2015 KC382
- 2015 KD382
- 2015 KE382
- 2015 KF382
- 2015 KG382
- 2015 KH382
- 2015 KJ382
- 2015 KK382
- 2015 KL382
- 2015 KM382
- 2015 KN382
- 2015 KO382
- 2015 KP382
- 2015 KQ382
- 2015 KR382
- 2015 KS382
- 2015 KT382
- 2015 KU382
- 2015 KV382
- 2015 KW382
- 2015 KX382
- 2015 KY382
- 2015 KZ382
- 2015 KA383
- 2015 KB383
- 2015 KC383
- 2015 KD383
- 2015 KE383
- 2015 KF383
- 2015 KG383
- 2015 KH383
- 2015 KJ383
- 2015 KK383
- 2015 KL383
- 2015 KM383
- 2015 KN383
- 2015 KO383
- 2015 KP383
- 2015 KQ383
- 2015 KS383
- 2015 KT383
- 2015 KU383
- 2015 KV383
- 2015 KW383
- 2015 KX383
- 2015 KY383
- 2015 KZ383
- 2015 KA384
- 2015 KB384
- 2015 KC384
- 2015 KD384
- 2015 KE384
- 2015 KF384
- 2015 KG384
- 2015 KH384
- 2015 KJ384
- 2015 KK384
- 2015 KL384
- 2015 KM384
- 2015 KN384
- 2015 KO384
- 2015 KP384
- 2015 KQ384
- 2015 KR384
- 2015 KS384
- 2015 KT384
- 2015 KU384
- 2015 KV384
- 2015 KW384
- 2015 KX384
- 2015 KY384
- 2015 KZ384
- 2015 KA385
- 2015 KB385
- 2015 KC385
- 2015 KD385
- 2015 KE385
- 2015 KF385
- 2015 KG385
- 2015 KH385
- 2015 KJ385
- 2015 KK385
- 2015 KL385
- 2015 KM385
- 2015 KN385
- 2015 KO385
- 2015 KP385
- 2015 KQ385
- 2015 KR385
- 2015 KS385
- 2015 KT385
- 2015 KU385
- 2015 KV385
- 2015 KW385
- 2015 KX385
- 2015 KY385
- 2015 KZ385
- 2015 KA386
- 2015 KB386
- 2015 KC386
- 2015 KD386
- 2015 KE386
- 2015 KF386
- 2015 KG386
- 2015 KH386
- 2015 KJ386
- 2015 KK386
- 2015 KL386
- 2015 KM386
- 2015 KN386
- 2015 KO386
- 2015 KP386
- 2015 KQ386
- 2015 KR386
- 2015 KS386
- 2015 KT386
- 2015 KU386
- 2015 KV386
- 2015 KW386
- 2015 KX386
- 2015 KY386
- 2015 KZ386
- 2015 KA387
- 2015 KB387
- 2015 KC387
- 2015 KD387
- 2015 KE387
- 2015 KF387
- 2015 KG387
- 2015 KH387
- 2015 KJ387
- 2015 KK387
- 2015 KL387
- 2015 KM387
- 2015 KN387
- 2015 KO387
- 2015 KP387
- 2015 KQ387
- 2015 KR387
- 2015 KS387
- 2015 KT387
- 2015 KU387
- 2015 KV387
- 2015 KW387
- 2015 KX387
- 2015 KY387
- 2015 KZ387
- 2015 KA388
- 2015 KB388
- 2015 KC388
- 2015 KD388
- 2015 KE388
- 2015 KF388
- 2015 KG388
- 2015 KH388
- 2015 KJ388
- 2015 KK388
- 2015 KL388
- 2015 KM388
- 2015 KN388
- 2015 KO388
- 2015 KP388
- 2015 KQ388
- 2015 KR388
- 2015 KS388
- 2015 KT388
- 2015 KU388
- 2015 KV388
- 2015 KW388
- 2015 KX388
- 2015 KY388
- 2015 KZ388
- 2015 KA389
- 2015 KB389
- 2015 KC389
- 2015 KD389
- 2015 KE389
- 2015 KF389
- 2015 KG389
- 2015 KH389
- 2015 KJ389
- 2015 KK389
- 2015 KL389
- 2015 KN389
- 2015 KO389
- 2015 KP389
- 2015 KQ389
- 2015 KR389
- 2015 KS389
- 2015 KT389
- 2015 KU389
- 2015 KV389
- 2015 KW389
- 2015 KX389
- 2015 KY389
- 2015 KZ389
- 2015 KA390
- 2015 KB390
- 2015 KC390
- 2015 KD390
- 2015 KE390
- 2015 KF390
- 2015 KG390
- 2015 KH390
- 2015 KJ390
- 2015 KK390
- 2015 KL390
- 2015 KM390
- 2015 KN390
- 2015 KO390
- 2015 KP390
- 2015 KQ390
- 2015 KR390
- 2015 KS390
- 2015 KT390
- 2015 KU390
- 2015 KV390
- 2015 KW390
- 2015 KX390
- 2015 KY390
- 2015 KA391
- 2015 KB391
- 2015 KC391
- 2015 KD391
- 2015 KE391
- 2015 KF391
- 2015 KG391
- 2015 KH391
- 2015 KJ391
- 2015 KK391
- 2015 KL391
- 2015 KM391
- 2015 KN391
- 2015 KO391
- 2015 KP391
- 2015 KQ391
- 2015 KR391
- 2015 KS391
- 2015 KT391
- 2015 KU391
- 2015 KV391
- 2015 KW391
- 2015 KX391
- 2015 KY391
- 2015 KZ391
- 2015 KA392
- 2015 KB392
- 2015 KD392
- 2015 KE392
- 2015 KF392
- 2015 KG392
- 2015 KH392
- 2015 KJ392
- 2015 KK392
- 2015 KL392
- 2015 KM392
- 2015 KN392
- 2015 KO392
- 2015 KP392
- 2015 KQ392
- 2015 KR392
- 2015 KS392
- 2015 KT392
- 2015 KU392
- 2015 KV392
- 2015 KW392
- 2015 KX392
- 2015 KY392
- 2015 KZ392
- 2015 KA393
- 2015 KB393
- 2015 KC393
- 2015 KD393
- 2015 KE393
- 2015 KF393
- 2015 KG393
- 2015 KJ393
- 2015 KK393
- 2015 KL393
- 2015 KM393
- 2015 KN393
- 2015 KO393
- 2015 KP393
- 2015 KQ393
- 2015 KR393
- 2015 KS393
- 2015 KT393
- 2015 KU393
- 2015 KV393
- 2015 KW393
- 2015 KX393
- 2015 KY393
- 2015 KZ393
- 2015 KA394
- 2015 KC394
- 2015 KD394
- 2015 KE394
- 2015 KF394
- 2015 KG394
- 2015 KH394
- 2015 KJ394
- 2015 KK394
- 2015 KL394
- 2015 KM394
- 2015 KN394
- 2015 KO394
- 2015 KP394
- 2015 KQ394
- 2015 KS394
- 2015 KT394
- 2015 KY394
- 2015 KZ394
- 2015 KA395
- 2015 KB395
- 2015 KC395
- 2015 KD395
- 2015 KE395
- 2015 KF395
- 2015 KG395
- 2015 KH395
- 2015 KJ395
- 2015 KK395
- 2015 KL395
- 2015 KM395
- 2015 KN395
- 2015 KO395
- 2015 KP395
- 2015 KQ395
- 2015 KR395
- 2015 KS395
- 2015 KT395
- 2015 KU395
- 2015 KV395
- 2015 KW395
- 2015 KX395
- 2015 KY395
- 2015 KZ395
- 2015 KA396
- 2015 KB396
- 2015 KC396
- 2015 KD396
- 2015 KE396
- 2015 KF396
- 2015 KG396
- 2015 KH396
- 2015 KJ396
- 2015 KK396
- 2015 KL396
- 2015 KM396
- 2015 KN396
- 2015 KO396
- 2015 KP396
- 2015 KQ396
- 2015 KR396
- 2015 KT396
- 2015 KU396
- 2015 KV396
- 2015 KW396
- 2015 KX396
- 2015 KY396
- 2015 KZ396
- 2015 KA397
- 2015 KB397
- 2015 KC397
- 2015 KD397
- 2015 KE397
- 2015 KF397
- 2015 KG397
- 2015 KH397
- 2015 KJ397
- 2015 KK397
- 2015 KL397
- 2015 KM397
- 2015 KN397
- 2015 KO397
- 2015 KP397
- 2015 KQ397
- 2015 KR397
- 2015 KS397
- 2015 KT397
- 2015 KU397
- 2015 KV397
- 2015 KW397
- 2015 KX397
- 2015 KY397
- 2015 KZ397
- 2015 KA398
- 2015 KB398
- 2015 KC398
- 2015 KD398
- 2015 KE398
- 2015 KF398
- 2015 KG398
- 2015 KH398
- 2015 KJ398
- 2015 KK398
- 2015 KL398
- 2015 KM398
- 2015 KN398
- 2015 KO398
- 2015 KP398
- 2015 KQ398
- 2015 KR398
- 2015 KS398
- 2015 KT398
- 2015 KU398
- 2015 KV398
- 2015 KW398
- 2015 KX398
- 2015 KY398
- 2015 KZ398
- 2015 KA399
- 2015 KB399
- 2015 KC399
- 2015 KD399
- 2015 KE399
- 2015 KF399
- 2015 KG399
- 2015 KH399
- 2015 KJ399
- 2015 KK399
- 2015 KL399
- 2015 KM399
- 2015 KN399
- 2015 KO399
- 2015 KP399
- 2015 KQ399
- 2015 KR399
- 2015 KS399
- 2015 KT399
- 2015 KU399
- 2015 KV399
- 2015 KW399
- 2015 KX399
- 2015 KY399
- 2015 KZ399
- 2015 KA400
- 2015 KB400
- 2015 KC400
- 2015 KD400
- 2015 KE400
- 2015 KF400
- 2015 KG400
- 2015 KH400
- 2015 KJ400
- 2015 KK400
- 2015 KL400
- 2015 KM400
- 2015 KN400
- 2015 KO400
- 2015 KP400
- 2015 KQ400
- 2015 KR400
- 2015 KS400
- 2015 KT400
- 2015 KU400
- 2015 KV400
- 2015 KW400
- 2015 KX400
- 2015 KY400
- 2015 KZ400
- 2015 KA401
- 2015 KB401
- 2015 KC401
- 2015 KD401
- 2015 KE401
- 2015 KF401
- 2015 KG401
- 2015 KH401
- 2015 KJ401
- 2015 KK401
- 2015 KL401
- 2015 KM401
- 2015 KN401
- 2015 KO401
- 2015 KP401
- 2015 KQ401
- 2015 KR401
- 2015 KS401
- 2015 KT401
- 2015 KU401
- 2015 KV401
- 2015 KW401
- 2015 KX401
- 2015 KY401
- 2015 KZ401
- 2015 KA402
- 2015 KB402
- 2015 KC402
- 2015 KD402
- 2015 KE402
- 2015 KF402
- 2015 KG402
- 2015 KH402
- 2015 KJ402
- 2015 KK402
- 2015 KL402
- 2015 KM402
- 2015 KN402
- 2015 KO402
- 2015 KP402
- 2015 KQ402
- 2015 KR402
- 2015 KS402
- 2015 KT402
- 2015 KU402
- 2015 KV402
- 2015 KW402
- 2015 KX402
- 2015 KY402
- 2015 KZ402
- 2015 KA403
- 2015 KB403
- 2015 KC403
- 2015 KD403
- 2015 KE403
- 2015 KF403
- 2015 KG403
- 2015 KH403
- 2015 KJ403
- 2015 KK403
- 2015 KL403
- 2015 KM403
- 2015 KN403
- 2015 KO403
- 2015 KP403
- 2015 KQ403
- 2015 KR403
- 2015 KS403
- 2015 KT403
- 2015 KU403
- 2015 KV403
- 2015 KW403
- 2015 KX403
- 2015 KY403
- 2015 KZ403
- 2015 KA404
- 2015 KB404
- 2015 KC404
- 2015 KD404
- 2015 KE404
- 2015 KF404
- 2015 KG404
- 2015 KH404
- 2015 KJ404
- 2015 KK404
- 2015 KL404
- 2015 KM404
- 2015 KN404
- 2015 KO404
- 2015 KP404
- 2015 KQ404
- 2015 KR404
- 2015 KS404
- 2015 KT404
- 2015 KU404
- 2015 KV404
- 2015 KW404
- 2015 KX404
- 2015 KY404
- 2015 KZ404
- 2015 KA405
- 2015 KB405
- 2015 KC405
- 2015 KD405
- 2015 KE405
- 2015 KG405
- 2015 KH405
- 2015 KJ405
- 2015 KK405
- 2015 KL405
- 2015 KM405
- 2015 KN405
- 2015 KO405
- 2015 KP405
- 2015 KQ405
- 2015 KR405
- 2015 KS405
- 2015 KT405
- 2015 KU405
- 2015 KV405
- 2015 KW405
- 2015 KY405
- 2015 KZ405
- 2015 KA406
- 2015 KB406
- 2015 KC406
- 2015 KD406
- 2015 KE406
- 2015 KF406
- 2015 KG406
- 2015 KH406
- 2015 KJ406
- 2015 KK406
- 2015 KL406
- 2015 KM406
- 2015 KN406
- 2015 KO406
- 2015 KP406
- 2015 KQ406
- 2015 KR406
- 2015 KS406
- 2015 KT406
- 2015 KU406
- 2015 KV406
- 2015 KW406
- 2015 KX406
- 2015 KY406
- 2015 KZ406
- 2015 KA407
- 2015 KB407
- 2015 KC407
- 2015 KD407
- 2015 KE407
- 2015 KF407
- 2015 KG407
- 2015 KH407
- 2015 KJ407
- 2015 KK407
- 2015 KL407
- 2015 KM407
- 2015 KN407
- 2015 KO407
- 2015 KP407
- 2015 KQ407
- 2015 KR407
- 2015 KS407
- 2015 KT407
- 2015 KU407
- 2015 KV407
- 2015 KW407
- 2015 KX407
- 2015 KY407
- 2015 KZ407
- 2015 KA408
- 2015 KB408
- 2015 KC408
- 2015 KD408
- 2015 KE408
- 2015 KF408
- 2015 KG408
- 2015 KH408
- 2015 KJ408
- 2015 KK408
- 2015 KL408
- 2015 KM408
- 2015 KN408
- 2015 KO408
- 2015 KP408
- 2015 KQ408
- 2015 KR408
- 2015 KS408
- 2015 KT408
- 2015 KU408
- 2015 KV408
- 2015 KW408
- 2015 KX408
- 2015 KY408
- 2015 KZ408
- 2015 KA409
- 2015 KB409
- 2015 KC409
- 2015 KD409
- 2015 KE409
- 2015 KF409
- 2015 KG409
- 2015 KH409
- 2015 KJ409
- 2015 KK409
- 2015 KL409
- 2015 KM409
- 2015 KN409
- 2015 KO409
- 2015 KP409
- 2015 KQ409
- 2015 KR409
- 2015 KS409
- 2015 KT409
- 2015 KV409
- 2015 KW409
- 2015 KX409
- 2015 KY409
- 2015 KZ409
- 2015 KA410
- 2015 KB410
- 2015 KC410
- 2015 KD410
- 2015 KE410
- 2015 KF410
- 2015 KG410
- 2015 KH410
- 2015 KJ410
- 2015 KK410
- 2015 KL410
- 2015 KM410
- 2015 KN410
- 2015 KO410
- 2015 KP410
- 2015 KQ410
- 2015 KR410
- 2015 KS410
- 2015 KT410
- 2015 KU410
- 2015 KV410
- 2015 KW410
- 2015 KX410
- 2015 KY410
- 2015 KZ410
- 2015 KA411
- 2015 KB411
- 2015 KC411
- 2015 KD411
- 2015 KE411
- 2015 KF411
- 2015 KG411
- 2015 KH411
- 2015 KJ411
- 2015 KK411
- 2015 KL411
- 2015 KM411
- 2015 KN411
- 2015 KO411
- 2015 KP411
- 2015 KQ411
- 2015 KR411
- 2015 KS411
- 2015 KT411
- 2015 KU411
- 2015 KV411
- 2015 KW411
- 2015 KX411
- 2015 KY411
- 2015 KZ411
- 2015 KA412
- 2015 KB412
- 2015 KC412
- 2015 KD412
- 2015 KE412
- 2015 KF412
- 2015 KG412
- 2015 KH412
- 2015 KJ412
- 2015 KK412
- 2015 KL412
- 2015 KM412
- 2015 KN412
- 2015 KO412
- 2015 KP412
- 2015 KQ412
- 2015 KR412
- 2015 KS412
- 2015 KT412
- 2015 KU412
- 2015 KV412
- 2015 KW412
- 2015 KX412
- 2015 KY412
- 2015 KZ412
- 2015 KA413
- 2015 KB413
- 2015 KC413
- 2015 KD413
- 2015 KE413
- 2015 KF413
- 2015 KG413
- 2015 KH413
- 2015 KJ413
- 2015 KK413
- 2015 KL413
- 2015 KM413
- 2015 KN413
- 2015 KO413
- 2015 KP413
- 2015 KQ413
- 2015 KR413
- 2015 KS413
- 2015 KT413
- 2015 KU413
- 2015 KV413
- 2015 KW413
- 2015 KX413
- 2015 KY413
- 2015 KZ413
- 2015 KA414
- 2015 KB414
- 2015 KC414
- 2015 KD414
- 2015 KE414
- 2015 KF414
- 2015 KG414
- 2015 KH414
- 2015 KJ414
- 2015 KK414
- 2015 KL414
- 2015 KM414
- 2015 KN414
- 2015 KO414
- 2015 KP414
- 2015 KQ414
- 2015 KR414
- 2015 KS414
- 2015 KT414
- 2015 KU414
- 2015 KV414
- 2015 KW414
- 2015 KX414
- 2015 KY414
- 2015 KZ414
- 2015 KA415
- 2015 KB415
- 2015 KC415
- 2015 KD415
- 2015 KE415
- 2015 KF415
- 2015 KG415
- 2015 KH415
- 2015 KJ415
- 2015 KK415
- 2015 KL415
- 2015 KM415
- 2015 KN415
- 2015 KO415
- 2015 KP415
- 2015 KQ415
- 2015 KR415
- 2015 KS415
- 2015 KT415
- 2015 KU415
- 2015 KV415
- 2015 KW415
- 2015 KX415
- 2015 KY415
- 2015 KZ415
- 2015 KA416
- 2015 KB416
- 2015 KC416
- 2015 KD416
- 2015 KE416
- 2015 KF416
- 2015 KG416
- 2015 KH416
- 2015 KJ416
- 2015 KK416
- 2015 KL416
- 2015 KM416
- 2015 KN416
- 2015 KO416
- 2015 KP416
- 2015 KQ416
- 2015 KR416
- 2015 KS416
- 2015 KT416
- 2015 KU416
- 2015 KV416
- 2015 KW416
- 2015 KX416
- 2015 KY416
- 2015 KZ416
- 2015 KA417
- 2015 KB417
- 2015 KC417
- 2015 KD417
- 2015 KE417
- 2015 KF417
- 2015 KG417
- 2015 KH417
- 2015 KJ417
- 2015 KK417
- 2015 KL417
- 2015 KM417
- 2015 KN417
- 2015 KO417
- 2015 KP417
- 2015 KQ417
- 2015 KR417
- 2015 KS417
- 2015 KT417
- 2015 KU417
- 2015 KV417
- 2015 KW417
- 2015 KZ417
- 2015 KA418
- 2015 KB418
- 2015 KC418
- 2015 KD418
- 2015 KE418
- 2015 KF418
- 2015 KG418
- 2015 KH418
- 2015 KJ418
- 2015 KK418
- 2015 KL418
- 2015 KM418
- 2015 KN418
- 2015 KO418
- 2015 KP418
- 2015 KQ418
- 2015 KR418
- 2015 KU418
- 2015 KW418
- 2015 KX418
- 2015 KY418
- 2015 KZ418
- 2015 KA419
- 2015 KB419
- 2015 KC419
- 2015 KD419
- 2015 KE419
- 2015 KF419
- 2015 KG419
- 2015 KH419
- 2015 KJ419
- 2015 KK419
- 2015 KL419
- 2015 KM419
- 2015 KN419
- 2015 KO419
- 2015 KP419
- 2015 KQ419
- 2015 KR419
- 2015 KS419
- 2015 KT419
- 2015 KU419
- 2015 KV419
- 2015 KW419
- 2015 KX419
- 2015 KY419
- 2015 KZ419
- 2015 KA420
- 2015 KB420
- 2015 KC420
- 2015 KD420
- 2015 KE420
- 2015 KF420
- 2015 KG420
- 2015 KH420
- 2015 KJ420
- 2015 KK420
- 2015 KL420
- 2015 KM420
- 2015 KN420
- 2015 KO420
- 2015 KP420
- 2015 KQ420
- 2015 KR420
- 2015 KS420
- 2015 KT420
- 2015 KU420
- 2015 KV420
- 2015 KW420
- 2015 KX420
- 2015 KY420
- 2015 KZ420
- 2015 KA421
- 2015 KB421
- 2015 KC421
- 2015 KD421
- 2015 KE421
- 2015 KF421
- 2015 KG421
- 2015 KH421
- 2015 KJ421
- 2015 KK421
- 2015 KL421
- 2015 KM421
- 2015 KN421
- 2015 KO421
- 2015 KP421
- 2015 KR421
- 2015 KS421
- 2015 KT421
- 2015 KU421
- 2015 KV421
- 2015 KW421
- 2015 KX421
- 2015 KY421
- 2015 KZ421
- 2015 KA422
- 2015 KB422
- 2015 KC422
- 2015 KD422
- 2015 KE422
- 2015 KF422
- 2015 KG422
- 2015 KH422
- 2015 KJ422
- 2015 KK422
- 2015 KL422
- 2015 KM422
- 2015 KN422
- 2015 KO422
- 2015 KP422
- 2015 KQ422
- 2015 KR422
- 2015 KS422
- 2015 KT422
- 2015 KU422
- 2015 KV422
- 2015 KW422
- 2015 KX422
- 2015 KY422
- 2015 KZ422
- 2015 KA423
- 2015 KB423
- 2015 KC423
- 2015 KD423
- 2015 KE423
- 2015 KF423
- 2015 KG423
- 2015 KH423
- 2015 KJ423
- 2015 KK423
- 2015 KL423
- 2015 KM423
- 2015 KN423
- 2015 KO423
- 2015 KP423
- 2015 KQ423
- 2015 KR423
- 2015 KS423
- 2015 KT423
- 2015 KU423
- 2015 KV423
- 2015 KW423
- 2015 KX423
- 2015 KY423
- 2015 KZ423
- 2015 KA424
- 2015 KB424
- 2015 KC424
- 2015 KD424
- 2015 KE424
- 2015 KF424
- 2015 KG424
- 2015 KH424
- 2015 KJ424
- 2015 KK424
- 2015 KL424
- 2015 KM424
- 2015 KN424
- 2015 KO424
- 2015 KP424
- 2015 KQ424
- 2015 KR424
- 2015 KS424
- 2015 KT424
- 2015 KU424
- 2015 KV424
- 2015 KW424
- 2015 KX424
- 2015 KY424
- 2015 KZ424
- 2015 KA425
- 2015 KB425
- 2015 KC425
- 2015 KD425
- 2015 KE425
- 2015 KF425
- 2015 KG425
- 2015 KH425
- 2015 KJ425
- 2015 KK425
- 2015 KL425
- 2015 KM425
- 2015 KN425
- 2015 KO425
- 2015 KP425
- 2015 KQ425
- 2015 KR425
- 2015 KS425
- 2015 KT425
- 2015 KU425
- 2015 KV425
- 2015 KW425
- 2015 KX425
- 2015 KY425
- 2015 KZ425
- 2015 KA426
- 2015 KB426
- 2015 KC426
- 2015 KD426
- 2015 KE426
- 2015 KF426
- 2015 KG426
- 2015 KH426
- 2015 KJ426
- 2015 KK426
- 2015 KL426
- 2015 KM426
- 2015 KN426
- 2015 KO426
- 2015 KP426
- 2015 KQ426
- 2015 KR426
- 2015 KS426
- 2015 KT426
- 2015 KU426
- 2015 KV426
- 2015 KW426
- 2015 KX426
- 2015 KY426
- 2015 KZ426
- 2015 KA427
- 2015 KB427
- 2015 KC427
- 2015 KD427
- 2015 KE427
- 2015 KF427
- 2015 KG427
- 2015 KH427
- 2015 KJ427
- 2015 KK427
- 2015 KL427
- 2015 KM427
- 2015 KN427
- 2015 KO427
- 2015 KP427
- 2015 KQ427
- 2015 KR427
- 2015 KS427
- 2015 KT427
- 2015 KU427
- 2015 KV427
- 2015 KW427
- 2015 KX427
- 2015 KY427
- 2015 KZ427
- 2015 KA428
- 2015 KB428
- 2015 KC428
- 2015 KD428
- 2015 KE428
- 2015 KF428
- 2015 KG428
- 2015 KH428
- 2015 KJ428
- 2015 KK428
- 2015 KL428
- 2015 KM428
- 2015 KN428
- 2015 KO428
- 2015 KP428
- 2015 KQ428
- 2015 KR428
- 2015 KS428
- 2015 KT428
- 2015 KU428
- 2015 KV428
- 2015 KW428
- 2015 KX428
- 2015 KY428
- 2015 KZ428
- 2015 KA429
- 2015 KB429
- 2015 KC429
- 2015 KD429
- 2015 KE429
- 2015 KF429
- 2015 KG429
- 2015 KH429
- 2015 KJ429
- 2015 KK429
- 2015 KL429
- 2015 KM429
- 2015 KN429
- 2015 KO429
- 2015 KP429
- 2015 KQ429
- 2015 KR429
- 2015 KS429
- 2015 KT429
- 2015 KU429
- 2015 KV429
- 2015 KW429
- 2015 KX429
- 2015 KY429
- 2015 KZ429
- 2015 KA430
- 2015 KB430
- 2015 KC430
- 2015 KD430
- 2015 KE430
- 2015 KF430
- 2015 KG430
- 2015 KH430
- 2015 KJ430
- 2015 KK430
- 2015 KL430
- 2015 KM430
- 2015 KN430
- 2015 KO430
- 2015 KP430
- 2015 KQ430
- 2015 KR430
- 2015 KS430
- 2015 KT430
- 2015 KU430
- 2015 KV430
- 2015 KW430
- 2015 KX430
- 2015 KY430
- 2015 KZ430
- 2015 KA431
- 2015 KB431
- 2015 KC431
- 2015 KD431
- 2015 KE431
- 2015 KF431
- 2015 KG431
- 2015 KH431
- 2015 KJ431
- 2015 KK431
- 2015 KL431
- 2015 KM431
- 2015 KN431
- 2015 KO431
- 2015 KP431
- 2015 KQ431
- 2015 KR431
- 2015 KS431
- 2015 KT431
- 2015 KU431
- 2015 KV431
- 2015 KW431
- 2015 KX431
- 2015 KY431
- 2015 KZ431
- 2015 KA432
- 2015 KB432
- 2015 KC432
- 2015 KD432
- 2015 KE432
- 2015 KF432
- 2015 KG432
- 2015 KH432
- 2015 KJ432
- 2015 KK432
- 2015 KL432
- 2015 KM432
- 2015 KN432
- 2015 KO432
- 2015 KP432
- 2015 KQ432
- 2015 KR432
- 2015 KS432
- 2015 KT432
- 2015 KU432
- 2015 KV432
- 2015 KW432
- 2015 KX432
- 2015 KY432
- 2015 KZ432
- 2015 KA433
- 2015 KB433
- 2015 KC433
- 2015 KD433
- 2015 KE433
- 2015 KF433
- 2015 KG433
- 2015 KH433
- 2015 KJ433
- 2015 KK433
- 2015 KL433
- 2015 KM433
- 2015 KN433
- 2015 KO433
- 2015 KP433
- 2015 KQ433
- 2015 KR433
- 2015 KS433
- 2015 KT433
- 2015 KU433
- 2015 KV433
- 2015 KW433
- 2015 KX433
- 2015 KY433
- 2015 KZ433
- 2015 KA434
- 2015 KB434
- 2015 KC434
- 2015 KD434
- 2015 KE434
- 2015 KF434
- 2015 KG434
- 2015 KH434
- 2015 KJ434
- 2015 KK434
- 2015 KL434
- 2015 KM434
- 2015 KN434
- 2015 KO434
- 2015 KP434
- 2015 KQ434
- 2015 KR434
- 2015 KS434
- 2015 KT434
- 2015 KU434
- 2015 KV434
- 2015 KW434
- 2015 KX434
- 2015 KY434
- 2015 KZ434
- 2015 KA435
- 2015 KB435
- 2015 KC435
- 2015 KD435
- 2015 KE435
- 2015 KF435
- 2015 KG435
- 2015 KH435
- 2015 KJ435
- 2015 KK435
- 2015 KL435
- 2015 KM435
- 2015 KN435
- 2015 KO435
- 2015 KP435
- 2015 KQ435
- 2015 KR435
- 2015 KS435
- 2015 KT435
- 2015 KU435
- 2015 KV435
- 2015 KW435
- 2015 KX435
- 2015 KY435
- 2015 KZ435
- 2015 KA436
- 2015 KB436
- 2015 KC436
- 2015 KD436
- 2015 KE436
- 2015 KF436
- 2015 KG436
- 2015 KH436
- 2015 KJ436
- 2015 KK436
- 2015 KL436
- 2015 KM436
- 2015 KN436
- 2015 KO436
- 2015 KP436
- 2015 KQ436
- 2015 KR436
- 2015 KS436
- 2015 KT436
- 2015 KU436
- 2015 KV436
- 2015 KW436
- 2015 KX436
- 2015 KY436
- 2015 KZ436
- 2015 KA437
- 2015 KB437
- 2015 KC437
- 2015 KD437
- 2015 KE437
- 2015 KF437
- 2015 KG437
- 2015 KH437
- 2015 KJ437
- 2015 KK437
- 2015 KL437
- 2015 KM437
- 2015 KN437
- 2015 KO437
- 2015 KP437
- 2015 KQ437
- 2015 KR437
- 2015 KS437
- 2015 KT437
- 2015 KU437
- 2015 KV437
- 2015 KW437
- 2015 KX437
- 2015 KY437
- 2015 KZ437
- 2015 KA438
- 2015 KB438
- 2015 KC438
- 2015 KD438
- 2015 KE438
- 2015 KF438
- 2015 KG438
- 2015 KH438
- 2015 KJ438
- 2015 KK438
- 2015 KL438
- 2015 KM438
- 2015 KN438
- 2015 KO438
- 2015 KP438
- 2015 KQ438
- 2015 KR438
- 2015 KS438
- 2015 KT438
- 2015 KU438
- 2015 KV438
- 2015 KW438
- 2015 KX438
- 2015 KY438
- 2015 KZ438
- 2015 KA439
- 2015 KB439
- 2015 KC439
- 2015 KD439
- 2015 KE439
- 2015 KF439
- 2015 KG439
- 2015 KH439
- 2015 KJ439
- 2015 KK439
- 2015 KL439
- 2015 KM439
- 2015 KN439
- 2015 KO439
- 2015 KP439
- 2015 KQ439
- 2015 KR439
- 2015 KS439
- 2015 KT439
- 2015 KU439
- 2015 KV439
- 2015 KW439
- 2015 KX439
- 2015 KY439
- 2015 KZ439
- 2015 KA440
- 2015 KB440
- 2015 KC440
- 2015 KD440
- 2015 KE440
- 2015 KF440
- 2015 KG440
- 2015 KH440
- 2015 KJ440
- 2015 KK440
- 2015 KL440
- 2015 KM440
- 2015 KN440
- 2015 KO440
- 2015 KP440
- 2015 KQ440
- 2015 KR440
- 2015 KS440
- 2015 KT440
- 2015 KU440
- 2015 KV440
- 2015 KW440
- 2015 KX440
- 2015 KY440
- 2015 KZ440
- 2015 KA441
- 2015 KB441
- 2015 KC441
- 2015 KD441
- 2015 KE441
- 2015 KF441
- 2015 KG441
- 2015 KH441
- 2015 KJ441
- 2015 KK441
- 2015 KL441
- 2015 KM441
- 2015 KN441
- 2015 KO441
- 2015 KP441
- 2015 KQ441
- 2015 KR441
- 2015 KS441
- 2015 KT441
- 2015 KU441
- 2015 KV441
- 2015 KW441
- 2015 KX441
- 2015 KY441
- 2015 KZ441
- 2015 KA442
- 2015 KB442
- 2015 KC442
- 2015 KD442
- 2015 KE442
- 2015 KF442
- 2015 KG442
- 2015 KH442
- 2015 KJ442
- 2015 KK442
- 2015 KL442
- 2015 KM442
- 2015 KN442
- 2015 KO442
- 2015 KP442
- 2015 KQ442
- 2015 KR442
- 2015 KS442
- 2015 KT442
- 2015 KU442
- 2015 KV442
- 2015 KW442
- 2015 KX442
- 2015 KY442
- 2015 KZ442
- 2015 KA443
- 2015 KB443
- 2015 KC443
- 2015 KD443
- 2015 KE443
- 2015 KF443
- 2015 KG443
- 2015 KH443
- 2015 KJ443
- 2015 KK443
- 2015 KL443
- 2015 KM443
- 2015 KN443
- 2015 KO443
- 2015 KP443
- 2015 KQ443
- 2015 KR443
- 2015 KS443
- 2015 KT443
- 2015 KU443
- 2015 KV443
- 2015 KW443
- 2015 KX443
- 2015 KY443
- 2015 KZ443
- 2015 KA444
- 2015 KB444
- 2015 KC444
- 2015 KD444
- 2015 KE444
- 2015 KF444
- 2015 KG444
- 2015 KH444
- 2015 KJ444
- 2015 KK444
- 2015 KL444
- 2015 KM444
- 2015 KN444
- 2015 KO444
- 2015 KP444
- 2015 KQ444
- 2015 KR444
- 2015 KS444
- 2015 KT444
- 2015 KU444
- 2015 KV444
- 2015 KW444
- 2015 KX444
- 2015 KY444
- 2015 KZ444
- 2015 KA445
- 2015 KB445
- 2015 KC445
- 2015 KD445
- 2015 KE445
- 2015 KF445
- 2015 KG445
- 2015 KH445
- 2015 KJ445
- 2015 KK445
- 2015 KL445
- 2015 KM445
- 2015 KN445
- 2015 KO445
- 2015 KP445
- 2015 KQ445
- 2015 KR445
- 2015 KS445
- 2015 KT445
- 2015 KU445
- 2015 KV445
- 2015 KW445
- 2015 KX445
- 2015 KY445
- 2015 KZ445
- 2015 KA446
- 2015 KB446
- 2015 KC446
- 2015 KD446
- 2015 KE446
- 2015 KF446
- 2015 KG446
- 2015 KH446
- 2015 KJ446
- 2015 KK446
- 2015 KL446
- 2015 KM446
- 2015 KN446
- 2015 KO446
- 2015 KP446
- 2015 KQ446
- 2015 KR446
- 2015 KS446
- 2015 KT446
- 2015 KU446
- 2015 KV446
- 2015 KW446
- 2015 KX446
- 2015 KY446
- 2015 KZ446
- 2015 KA447
- 2015 KB447
- 2015 KC447
- 2015 KD447
- 2015 KE447
- 2015 KF447
- 2015 KG447
- 2015 KH447
- 2015 KJ447
- 2015 KK447
- 2015 KL447
- 2015 KM447
- 2015 KN447
- 2015 KO447
- 2015 KP447
- 2015 KQ447
- 2015 KR447
- 2015 KS447
- 2015 KT447
- 2015 KU447
- 2015 KV447
- 2015 KW447
- 2015 KX447
- 2015 KY447
- 2015 KZ447
- 2015 KA448
- 2015 KB448
- 2015 KC448
- 2015 KD448
- 2015 KE448
- 2015 KF448
- 2015 KG448
- 2015 KH448
- 2015 KJ448
- 2015 KK448
- 2015 KL448
- 2015 KM448
- 2015 KN448
- 2015 KO448
- 2015 KP448
- 2015 KQ448
- 2015 KR448
- 2015 KS448
- 2015 KT448
- 2015 KU448
- 2015 KV448
- 2015 KW448
- 2015 KX448
- 2015 KY448
- 2015 KZ448
- 2015 KA449
- 2015 KB449
- 2015 KC449
- 2015 KD449
- 2015 KE449
- 2015 KF449
- 2015 KG449
- 2015 KH449
- 2015 KJ449
- 2015 KK449
- 2015 KL449
- 2015 KM449
- 2015 KN449
- 2015 KO449
- 2015 KP449
- 2015 KQ449
- 2015 KR449
- 2015 KS449
- 2015 KT449
- 2015 KU449
- 2015 KV449
- 2015 KW449
- 2015 KX449
- 2015 KY449
- 2015 KZ449
- 2015 KA450
- 2015 KB450
- 2015 KC450
- 2015 KD450
- 2015 KE450
- 2015 KF450
- 2015 KG450
- 2015 KH450
- 2015 KJ450
- 2015 KK450
- 2015 KL450
- 2015 KM450
- 2015 KN450
- 2015 KO450
- 2015 KP450
- 2015 KQ450
- 2015 KR450
- 2015 KS450
- 2015 KT450
- 2015 KU450
- 2015 KV450
- 2015 KW450
- 2015 KX450
- 2015 KY450
- 2015 KZ450
- 2015 KA451
- 2015 KB451
- 2015 KC451
- 2015 KD451
- 2015 KE451
- 2015 KF451
- 2015 KG451
- 2015 KH451
- 2015 KJ451
- 2015 KK451
- 2015 KL451
- 2015 KM451
- 2015 KN451
- 2015 KO451
- 2015 KP451
- 2015 KQ451
- 2015 KR451
- 2015 KS451
- 2015 KT451
- 2015 KU451
- 2015 KV451
- 2015 KW451
- 2015 KX451
- 2015 KY451
- 2015 KZ451
- 2015 KA452
- 2015 KB452
- 2015 KC452
- 2015 KD452
- 2015 KE452
- 2015 KF452
- 2015 KG452
- 2015 KH452
- 2015 KJ452
- 2015 KK452
- 2015 KL452
- 2015 KM452
- 2015 KN452
- 2015 KO452
- 2015 KP452
- 2015 KQ452
- 2015 KR452
- 2015 KS452
- 2015 KT452
- 2015 KU452
- 2015 KV452
- 2015 KW452
- 2015 KX452
- 2015 KY452
- 2015 KA453
- 2015 KB453
- 2015 KC453
- 2015 KD453
- 2015 KE453
- 2015 KF453
- 2015 KG453
- 2015 KH453
- 2015 KJ453
- 2015 KK453
- 2015 KL453
- 2015 KM453
- 2015 KN453
- 2015 KO453
- 2015 KP453
- 2015 KQ453
- 2015 KR453
- 2015 KS453
- 2015 KT453
- 2015 KU453
- 2015 KV453
- 2015 KW453
- 2015 KX453
- 2015 KY453
- 2015 KZ453
- 2015 KA454
- 2015 KB454
- 2015 KC454
- 2015 KD454
- 2015 KE454
- 2015 KF454
- 2015 KG454
- 2015 KH454
- 2015 KJ454
- 2015 KK454
- 2015 KL454
- 2015 KM454
- 2015 KN454
- 2015 KO454
- 2015 KP454
- 2015 KQ454
- 2015 KR454
- 2015 KS454
- 2015 KT454
- 2015 KU454
- 2015 KV454
- 2015 KW454
- 2015 KX454
- 2015 KY454
- 2015 KZ454
- 2015 KA455
- 2015 KB455
- 2015 KC455
- 2015 KD455
- 2015 KE455
- 2015 KF455
- 2015 KG455
- 2015 KH455
- 2015 KJ455
- 2015 KK455
- 2015 KL455
- 2015 KN455
- 2015 KO455
- 2015 KP455
- 2015 KQ455
- 2015 KR455
- 2015 KS455
- 2015 KT455
- 2015 KV455
- 2015 KW455
- 2015 KX455
- 2015 KY455
- 2015 KZ455
- 2015 KA456
- 2015 KB456
- 2015 KC456
- 2015 KD456
- 2015 KE456
- 2015 KF456
- 2015 KG456
- 2015 KH456
- 2015 KJ456
- 2015 KK456
- 2015 KL456
- 2015 KM456
- 2015 KN456
- 2015 KO456
- 2015 KP456
- 2015 KQ456
- 2015 KR456
- 2015 KS456
- 2015 KT456
- 2015 KU456
- 2015 KV456
- 2015 KW456
- 2015 KX456
- 2015 KY456
- 2015 KZ456
- 2015 KC457
- 2015 KD457
- 2015 KE457
- 2015 KF457
- 2015 KG457
- 2015 KH457
- 2015 KJ457
- 2015 KK457
- 2015 KM457
- 2015 KN457
- 2015 KO457
- 2015 KP457
- 2015 KQ457
- 2015 KR457
- 2015 KS457
- 2015 KT457
- 2015 KU457
- 2015 KV457
- 2015 KW457
- 2015 KX457
- 2015 KY457
- 2015 KZ457
- 2015 KA458
- 2015 KB458
- 2015 KC458
- 2015 KD458
- 2015 KE458
- 2015 KF458
- 2015 KG458
- 2015 KH458
- 2015 KJ458
- 2015 KK458
- 2015 KL458
- 2015 KM458
- 2015 KN458
- 2015 KO458
- 2015 KP458
- 2015 KQ458
- 2015 KR458
- 2015 KS458
- 2015 KT458
- 2015 KU458
- 2015 KV458
- 2015 KW458
- 2015 KX458
- 2015 KY458
- 2015 KZ458
- 2015 KA459
- 2015 KB459
- 2015 KC459
- 2015 KD459
- 2015 KE459
- 2015 KF459
- 2015 KG459
- 2015 KH459
- 2015 KK459
- 2015 KL459
- 2015 KM459
- 2015 KN459
- 2015 KO459
- 2015 KP459
- 2015 KQ459
- 2015 KR459
- 2015 KS459
- 2015 KT459
- 2015 KU459
- 2015 KV459
- 2015 KW459
- 2015 KX459
- 2015 KY459
- 2015 KZ459
- 2015 KA460
- 2015 KB460
- 2015 KC460
- 2015 KD460
- 2015 KE460
- 2015 KF460
- 2015 KG460
- 2015 KH460
- 2015 KJ460
- 2015 KK460
- 2015 KL460
- 2015 KM460
- 2015 KN460
- 2015 KO460
- 2015 KP460
- 2015 KR460
- 2015 KS460
- 2015 KT460
- 2015 KU460
- 2015 KV460
- 2015 KW460
- 2015 KX460
- 2015 KY460
- 2015 KZ460
- 2015 KA461
- 2015 KB461
- 2015 KC461
- 2015 KD461
- 2015 KE461
- 2015 KF461
- 2015 KG461
- 2015 KH461
- 2015 KJ461
- 2015 KK461
- 2015 KL461
- 2015 KM461
- 2015 KN461
- 2015 KO461
- 2015 KP461
- 2015 KQ461
- 2015 KR461
- 2015 KS461
- 2015 KT461
- 2015 KU461
- 2015 KV461
- 2015 KW461
- 2015 KX461
- 2015 KY461
- 2015 KZ461
- 2015 KA462
- 2015 KB462
- 2015 KC462
- 2015 KD462
- 2015 KE462
- 2015 KF462
- 2015 KG462
- 2015 KH462
- 2015 KJ462
- 2015 KK462
- 2015 KL462
- 2015 KM462
- 2015 KN462
- 2015 KO462
- 2015 KP462
- 2015 KQ462
- 2015 KR462
- 2015 KS462
- 2015 KT462
- 2015 KU462
- 2015 KV462
- 2015 KW462
- 2015 KX462
- 2015 KY462
- 2015 KZ462
- 2015 KA463
- 2015 KB463
- 2015 KC463
- 2015 KD463
- 2015 KE463
- 2015 KF463
- 2015 KG463
- 2015 KH463
- 2015 KJ463
- 2015 KK463
- 2015 KL463
- 2015 KM463
- 2015 KN463
- 2015 KO463
- 2015 KP463
- 2015 KQ463
- 2015 KR463
- 2015 KS463
- 2015 KT463
- 2015 KU463
- 2015 KV463
- 2015 KW463
- 2015 KX463
- 2015 KY463
- 2015 KZ463